# Carolina del Sud
La Carolina del Sud (AFI: /karoˈlina/; in inglese: South Carolina, , /ˌsaʊθ kærəˈlaɪnə/, sigla SC) in passato italianizzata come Carolina Meridionale è uno stato federato degli Stati Uniti d'America sud-orientali. Confina a sud-est con l'Oceano Atlantico, e a sud-ovest con la Georgia, da cui è divisa dal fiume Savannah e a nord con la Carolina del Nord; i due stati dallo stesso nome, del nord e del sud, sono chiamati collettivamente "Le Caroline". La Carolina del Sud è il quarantesimo stato degli Stati Uniti per estensione e il ventitreesimo stato più popoloso, con una popolazione di 5 124 712 abitanti al 2020. Nel 2019 il prodotto interno lordo era di 213,45 miliardi di dollari. Lo stato è composto da 46 contee; la sua capitale, con 137 300 abitanti al 2020, è Columbia, mentre la città più popolosa è Charleston, con 150 277 abitanti. L'area metropolitana di Greenville–Spartanburg-Anderson è la più popolosa dello stato, con una popolazione di circa 1 455 892 al 2020.
La Carolina del Sud prende il nome dal re Carlo I d'Inghilterra (Carolus è la forma latina di Carlo), che fondò la colonia inglese. Nel 1712 venne costituita la Provincia della Carolina del Sud; fu una delle Tredici colonie originarie e divenne una colonia reale nel 1719. Durante la guerra d'indipendenza americana, la Carolina del Sud fu teatro di importanti avvenimenti tra le colonie americane, con più di 200 battaglie e scontri. La Carolina del Sud divenne l'ottavo stato a ratificare la Costituzione degli Stati Uniti d'America il 23 maggio 1788; fu uno stato schiavista, e fu il primo a votare in favore alla secessione dall'Unione il 20 dicembre 1860. Dopo la guerra civile americana, venne riammesso all'Unione il 9 luglio 1868.
Dall'inizio alla metà del XX secolo lo stato iniziò a progredire dal punto di vista economico, con molti laboratori tessili e villaggi operai. Il movimento per i diritti civili della metà del secolo aiutò a porre fine alla segregazione ed alle politiche di discriminazione attuate all'interno dello stato. La diversificazione economica nella Carolina del Sud continuò ad accelerare nel corso dei decenni successivi alla seconda guerra mondiale; all'inizio del XXI secolo l'economia dello stato è basata sulle industrie aerospaziali, agricole, automobilistiche e del turismo.
All'interno dello stato, da est ad ovest, vi sono tre principali regioni geografiche: le pianure atlantiche, il Piedmont ed i monti Blue Ridge nell'angolo nord-occidentale dello stato. La Carolina del Sud ha un clima subtropicale umido, con estati calde e umide e inverni miti; le aree della parte nord-occidentale dello stato hanno un clima oceanico. Lungo le pianure costiere della Carolina del Sud orientale vi sono molte paludi salmastre ed estuari; la parte bassa dello stato, nella porzione sud-orientale, contiene parti delle Sea Islands, una catena di isole barriera lungo la costa atlantica.

## Storia

### Periodo precoloniale
Nella regione vi sono tracce di attività umana che risalgono a circa 50 000 anni fa. Nel momento in cui arrivarono gli europei, segnando la fine dell'era precolombiana intorno al 1600, vi erano molte tribù di nativi americani, le più grandi delle quali erano quelle dei Cherokee e dei Catawba, con una popolazione totale di circa 20 000 persone.
A monte dei fiumi che scorrono nelle pianure costiere orientali viverano una dozzina di tribù di tradizione siouan; lungo il fiume Savannah vi erano gli Apalachee, gli Yuchi e gli Yamasee. Ancora più ad ovest si trovavano i Cherokee, e lungo il fiume Catawba, i Catawba stessi. Queste tribù abitavano in villaggi, e praticavano l'agricoltura come fonte primaria di sussistenza. I Cherokee viverano in case torchis fatte di legno e fango, con tetto in legno o erba o paglia.
Circa una decina di piccole tribù trascorrevano l'estate sulla costa, raccogliendo ostriche e pesce e coltivando mais, piselli e fagioli. Passavano l'inverno sulle pianure costiere, spostandosi verso l'interno fino a 80 km con canoe, cacciando cervi e raccogliendo noci e frutta. I nomi di queste tribù sono arrivati fino ad oggi nei nomi di luoghi come Edisto Island, Kiawah Island e il fiume Ashepoo.

### Esplorazione

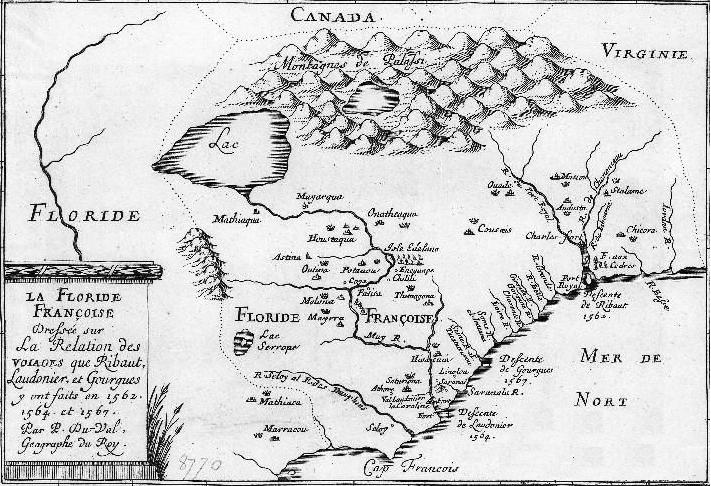
Cartina della Florida francese, inclusa l'attuale Carolina del Sud

Gli spagnoli furono i primi europei a raggiungere l'area. Dal 24 giugno al 14 luglio 1521 esplorarono l'area intorno alla baia di Winyah. L'8 ottobre 1526 fondarono San Miguel de Guadalupe, presso l'attuale Georgetown; fu il primo insediamento europeo in quelli che oggi sono gli Stati Uniti continentali. Fondato con cinquecento coloni, fu abbandonato otto mesi dopo da centocinquanta sopravvissuti. Nel 1540 Hernando de Soto esplorò la regione e la città di Cofitachequi, dove fece prigioniera la regina dei Muscogee e dei Cherokee che lo aveva accolto.
Nel 1562 gli ugonotti francesi stabilirono un insediamento in quello che oggi è il sito archeologico di Charlesfort-Santa Elena su Parris Island. Molti di questi coloni preferivano una vita naturale lontana dalla civiltà e dalle atrocità delle guerre di religione francesi. La guarnigione non aveva scorte, e i soldati (come nella Francia antartica) si diedero presto alla fuga. I francesi ritornarono due anni dopo, ma si insediarono nell'attuale Florida piuttosto che nella Carolina del Sud.

### Colonizzazione

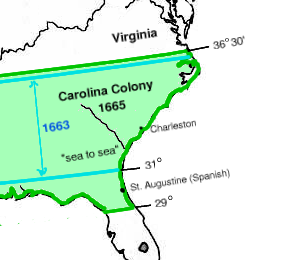
Le acquisizioni della Colonia della Carolina del 1663 e 1665

Sessant'anni dopo, nel 1629, re Carlo I d'Inghilterra istituì la provincia della Carolina, un'area che copriva quelle che oggi sono la Carolina del Nord e del Sud, la Georgia e il Tennessee. Nel 1663, Carlo II assegnò le terre ad otto Lord proprietari, in cambio del loro sostegno finanziario e politico durante la sua restaurazione sul trono nel 1660. Anthony Ashley-Cooper, uno degli otto Lord proprietari, progettò il Gran Modello per la Provincia della Carolina e scrisse le Costituzioni Fondamentali della Carolina, che posero le basi per la futura colonia. Il suo pensiero utopico fu ispirato da John Locke, filosofo e fisico inglese, considerato universalmente come uno dei pensatori illuministi più influenti, e conosciuto comunemente come il "padre del liberalismo".
Il commercio di schiavi della Carolina, che si basava su commercio e incursioni da parte dei coloni, fu il più grande tra le colonie britanniche nel Nord America. Tra il 1670 ed il 1715 furono esportati dalla Carolina del Sud tra 24 000 e 51 000 prigionieri nativi americani, più del numero di africani importati nelle colonie dei futuri Stati Uniti nello stesso periodo. Altri nativi americani schiavizzati furono esportati dalla Carolina del Sud verso altre colonie degli Stati Uniti. Lo storico Alan Gallay afferma che "il commercio di schiavi indiani fu al centro dello sviluppo dell'impero inglese nel Sud americano. Il commercio di schiavi indiani fu il fattore più importante che definì il Sud nel periodo dal 1670 al 1715".
Negli anni 1670 i proprietari di piantagioni inglesi provenienti dalle Barbados si stabilirono presso quella che oggi è Charleston. I coloni provenienti dall'Europa costruirono piantagioni di riso nella South Carolina Lowcountry, ad est della Atlantic Seaboard Fall Line. Il lavoro nelle piantagioni veniva svolto da schiavi africani, che costituivano la maggioranza della popolazione nel 1720.
Nel frattempo, l'Upstate South Carolina, ad ovest della Fall Line, fu colonizzato da piccoli agricoltori e commercianti, che spodestarono le tribù native americane, spingendole verso ovest. I coloni ribaltarono il dominio dei proprietari, cercando di ottenere maggiore rappresentanza diretta. Nel 1712, l'ex provincia della Carolina fu divisa in Carolina del Nord e del Sud. Nel 1719 la Carolina del Sud divenne ufficialmente una Colonia della corona britannica.
La Carolina del Sud prosperò per via della fertilità della Lowcountry e per via dei suoi porti, come quello di Charleston. Permetteva la tolleranza religiosa, incoraggiava i coloni ad insediarsi, e fioriva il commercio di pelli di cervo, legname e carne di manzo. La coltivazione di riso si sviluppò su larga scala a spese del lavoro degli schiavi.
Nella seconda metà del XVIII secolo la Carolina del Sud era una delle più ricche tra le Tredici colonie.

### Rivoluzione americana

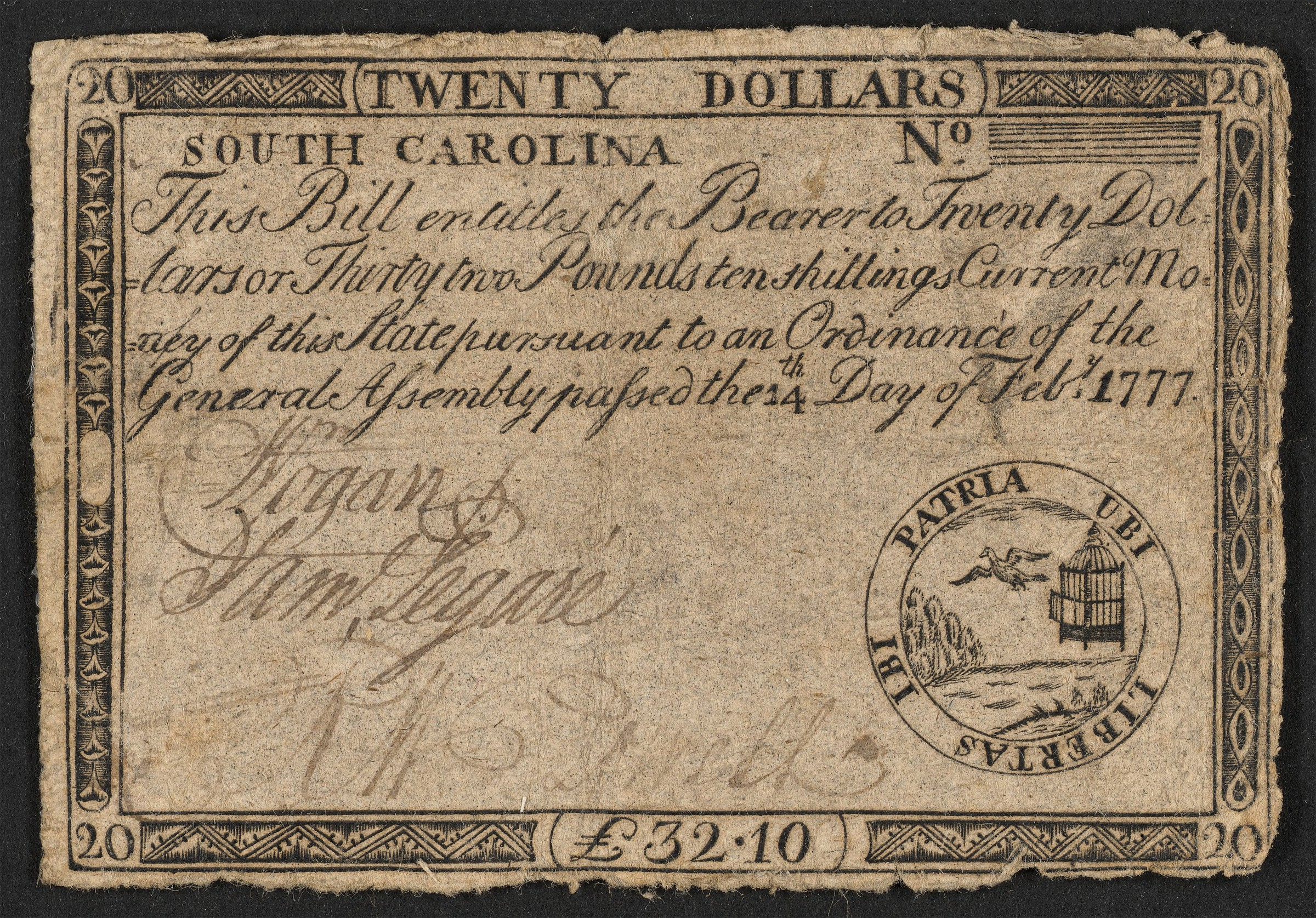
Una banconota da venti dollari emessa dalla Carolina del Sud nel 1777, con l'iscrizione: "SOUTH CAROLINA. Questa banconota autorizza il portatore a venti dollari o trentadue sterline e dieci scellini. Attuale valuta di questo Stato, secondo l'Ordinanza dell'Assemblea Generale approvata il quattordicesimo giorno di febbraio 1777. La denominazione è indicata come "TWENTY DOLLARS" e "L32.10"

Il 26 marzo 1776 la colonia adottò la Costituzione della Carolina del Sud, eleggendo John Rutledge come primo presidente dello stato. Nel febbraio 1778 la Carolina del Sud divenne il secondo stato a ratificare gli Articoli della Confederazione, il documento iniziale che delineava gli Stati Uniti, e nel maggio 1788 la Carolina del Sud ratificò la Costituzione degli Stati Uniti d'America, divenendo l'ottavo stato ad entrare nell'unione.
Durante la guerra d'indipendenza americana (1775–1783), circa un terzo dei combattimenti avvenne nella Carolina del Sud, più di ogni altro stato. Gli abitanti dello stato resistettero all'invasione delle forze britanniche e della continua guerra civile tra lealisti e partigiani, che devastò le campagne. Si stima che circa 25 000 schiavi (il 30% del totale della Carolina del Sud) scappò, migrò o morì durante la guerra.

### Antebellum

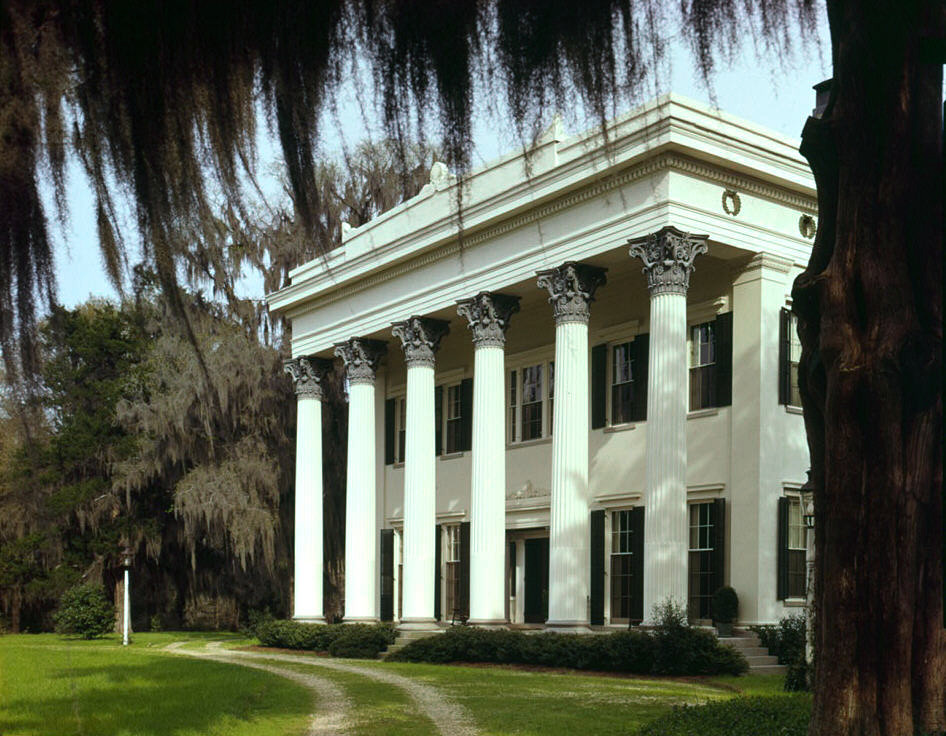
Millford Plantation costruita nel 1839–41, è un esempio di architettura neogreca

Il primo censimento statunitense del 1790 rilevò una popolazione nello stato di circa 250 000 persone; ora del 1800, la popolazione era cresciuta del 38%, a circa 340 000 abitanti, di cui 146 000 erano schiavi. A quel tempo, la Carolina del Sud aveva la maggiore popolazione di ebrei dei sedici stati degli Stati Uniti, concentrati principalmente a Savannah e Charleston, con quest'ultima che era la quinta città maggiore dello stato.
Nel periodo dell'antebellum (prima della guerra civile), l'economia dello stato e la sua popolazione crebbero. Il cotone divenne una importante fonte di reddito, dopo l'invenzione della sgranatrice di cotone; anche se nominalmente democratico, dal 1790 al 1865 comandarono i ricchi proprietari bianchi. Ad esempio, un uomo non poteva venire eletto alla Camera dei Rappresentanti dello stato a meno che non possedesse una tenuta di 500 acri, e 10 schiavi neri, o almeno 150 sterline.
Columbia, la nuova capitale dello stato, fu fondata al centro dello stato, e il Parlamento statale si riunì qui nel 1790; la città crebbe dopo che venne collegata a Charleston con il Santee Canal nel 1800, uno dei primi canali degli Stati Uniti.
Con l'insoddisfazione dei proprietari terrieri che cresceva nei confronti del governo federale, nel 1820 John C. Calhoun divenne propositore dei diritti degli stati, del governo limitato, della teoria della nullificazione della Costituzione, e del libero scambio. Nell'Ordine di Nullificazione del 1832, vennero dichiarate incostituzionali le leggi federali sui dazi, e non vennero pertanto osservate nello stato, il che portò alla crisi della Nullificazione. La Force Bill federale venne approvata per utilizzare la forza militare necessaria ad applicare la legge federale nello stato, riportando la Carolina del Sud nel solco della legge degli Stati Uniti.
Un rapporto del 1831 del Comitato sugli affari militari citò che "prima dell'inizio della guerra con la Gran Bretagna, e per un lungo periodo successivo, lo stato della Carolina del Sud venne quasi spogliato di qualunque sorta di protezione militare, ad eccezione di quella che poteva fornirsi con le proprie risorse. Nel porto di Charleston vi erano dei forti, ed erano in condizioni talmente fragili che in un momento, quando uno squadrone britannico si spinse a sondare la profondità delle acque del porto, e il suo comandante stava progettando un attacco ai forti, la quantità di munizioni nel porto su cui gli Stati Uniti potevano contare, non era sufficiente neanche a sparare un singolo colpo".
Alle elezioni presidenziali del 1860 il voto fu molto diviso, con il sud che votò per i democratici, e il nord per il Partito Repubblicano di Abraham Lincoln. Lincoln era contro la schiavitù, non riconosceva il diritto di secessione e non avrebbe ceduto le proprietà federali negli stati meridionali. I secessionisti del sud pensavano che l'elezione di Lincoln significasse la fine del loro sistema agricolo e sociale basato sulla schiavitù.
Lincoln fu eletto presidente il 6 novembre 1860; la Camera dei Rappresentanti dello stato, tre giorni dopo, approvò la "Risoluzione per definire l'elezione di Abraham Lincoln a Presidente degli Stati Uniti un atto ostile", e nel giro di settimane, la Carolina del Sud divenne il primo stato a lasciare l'Unione.

### Guerra civile 1861–1865

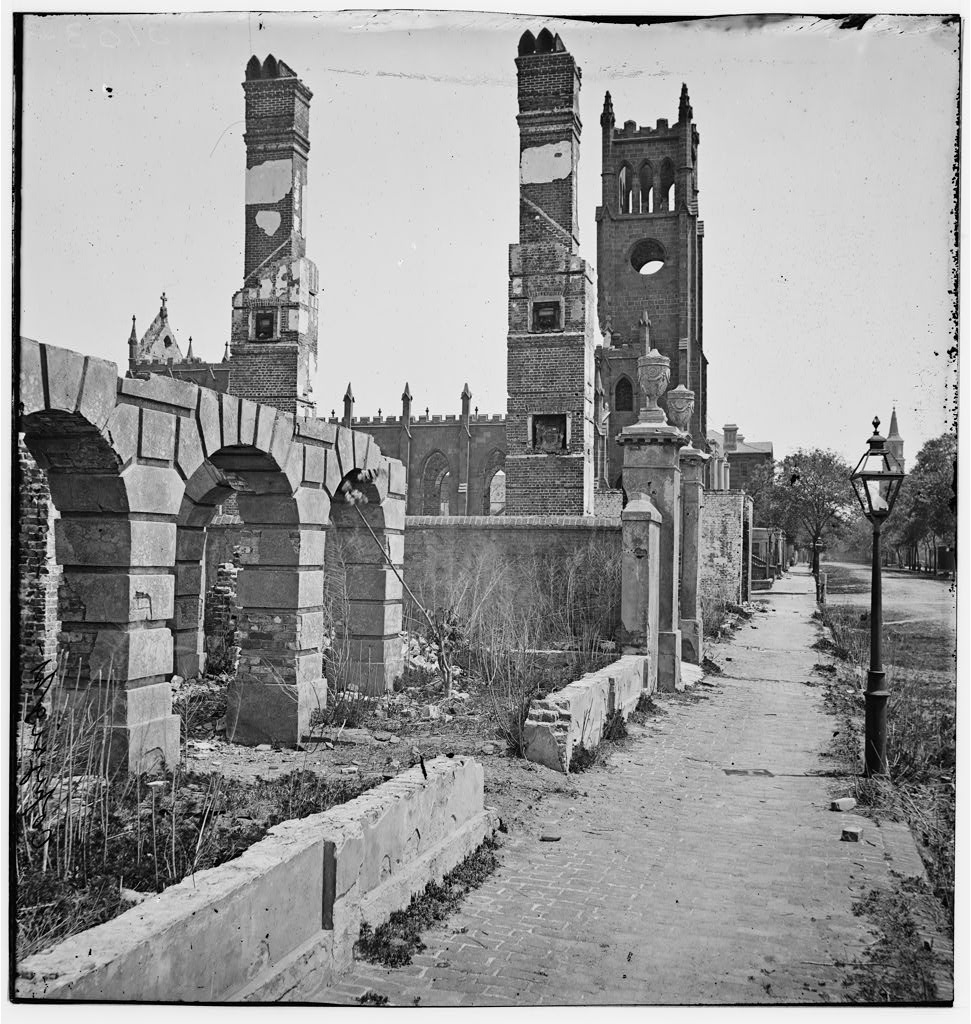
Charleston in rovina, 1865

Il 12 aprile 1861 le batterie confederate iniziarono a colpire il Fort Sumter dell'Unione, nel porto di Charleston, e la guerra civile americana ebbe inizio. Nel novembre dello stesso anno l'Unione attaccò il Port Royal Sound e presto occupò la contea di Beaufort e le vicine Sea Islands. Per il resto della guerra, quest'area servì all'Unione come base per le sue operazioni. I bianchi abbandonarono le piantagioni, lasciandosi indietro circa diecimila schiavi. Diversi enti di beneficenza del nord si unirono al governo federale per aiutare queste persone a gestire da sé le fattorie di cotone, con l'esperimento di Port Royal. I lavoratori erano pagati secondo quanto raccoglievano, e divennero pertanto i primi schiavi liberati dalle forze dell'Unione a ricevere un salario.
Anche se lo stato non costituì uno dei principali campi di battaglia, la guerra ebbe pesanti effetti sull'economia dello stato. Più di 60 000 soldati della Carolina del Sud furono mandati in guerra, e circa 18 000 perirono. Alla fine della guerra, all'inizio del 1865, le truppe del generale William Tecumseh Sherman marciarono sullo stato, devastando le piantagioni e una grande parte di Columbia. La Carolina del Sud venne riammessa all'Unione il 9 luglio 1868.

### Era della ricostruzione 1865–1877

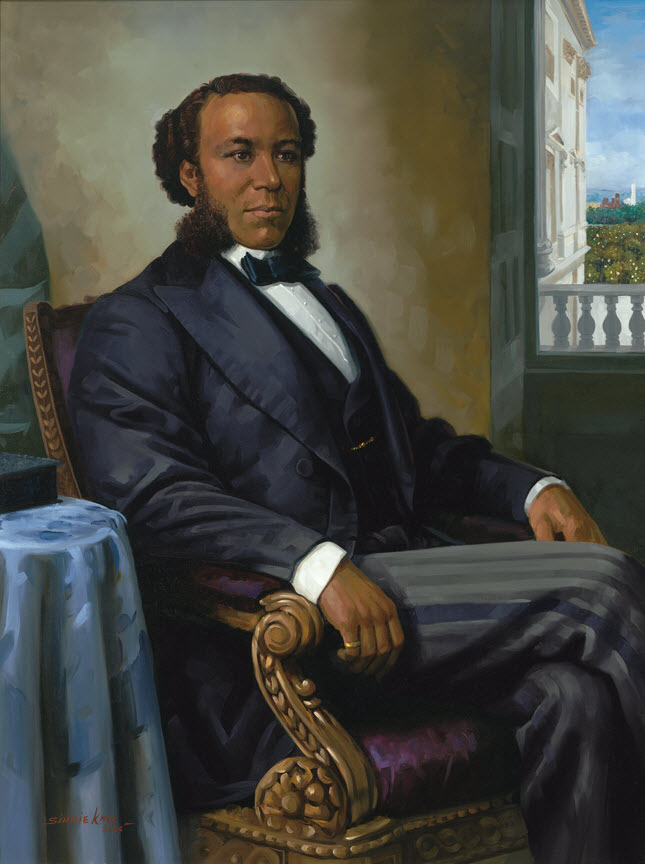
Joseph Rainey fu la prima persona nera eletta nella Camera dei rappresentanti degli Stati Uniti; rappresentò il primo distretto congressuale della Carolina del Sud.

Nella causa Texas contro White (1869), la Corte Suprema deliberò che le ordinanze di secessione (inclusa quella della Carolina del Sud) non erano valide, e pertanto quegli stati non avevano mai lasciato l'Unione; ciononostante, la Carolina del Sud non riacquisì la rappresentanza al Congresso fino a quella data.
Fino alle elezioni presidenziali del 1868 il Parlamento della Carolina del Sud, e non gli elettori, sceglievano i grandi elettori dello stato per l'elezione del Presidente federale. La Carolina del Sud fu l'ultimo stato a scegliere i propri grandi elettori in questo modo. Durante la Ricostruzione, la Carolina del Sud mantenne un governo a maggioranza nera, che durò fino al 1876, quando i Democratici e gli ex Confederati riacquisirono il potere con la frode. Il 19 ottobre 1871 il Presidente Ulysses S. Grant sospese l'habeas corpus in nove contee della Carolina del Sud avvalendosi del Ku Klux Klan Act. Sotto la guida del Procuratore generale di Grant, Amos Tappan Akerman, centinaia di seguaci del Ku Klux Klan vennero arrestati, e 2.000 di loro lasciarono lo stato; questa azione fu condotta per reprimere la violenza del Klan contro gli elettori afro-americani e bianchi nel Sud. Nella seconda metà degli anni 1870, i democratici bianchi utilizzarono gruppi paramilitari come le Camicie Rosse per intimidire e per azioni di terrorismo verso gli elettori neri; i democratici riconquistarono il controllo politico dello stato con i conservatori bianchi Redeemers e con i Bourbon Democrat, favorevoli ai commerci. Nel 1877 il governo federale ritirò le proprie truppe come previsto dal Compromesso del 1877, che pose fine alla Ricostruzione.

### Movimenti populisti e agrari
Lo stato divenne l'epicentro delle tensioni razziali ed economiche durante i movimenti populisti e agrari degli anni 1890. Una coalizione bi-razziale repubblicana-populista prese il potere temporaneamente togliendolo ai democratici bianchi. Per impedire che questo avvenisse nuovamente, i democratici ottennero l'approvazione di una nuova costituzione nel 1895, in cui tolsero a quasi tutti i neri e molti bianchi poveri i nuovi requisiti per l'imposta capitaria, e i requisiti di istruzione che riducevano l'iscrizione nelle liste elettorali. Nel 1896, solo 5 500 elettori neri si trovavano sui registri elettorali, anche se costituivano la maggioranza della popolazione dello stato. Il censimento del 1900 dimostrò la portata dell'eliminazione delle restrizioni: i 782 509 cittadini afroamericani corrispondevano a più del 58% della popolazione dello stato, ma erano sostanzialmente senza alcuna rappresentanza politica nella società di Jim Crow.
La costituzione del 1895 ribaltò il governo locale, riducendo il ruolo delle contee ad agenti del governo statale, governato nella sostanza dall'Assemblea Generale attraverso le delegazioni legislative di ogni contea. Dato che ogni contea aveva un senatore dello stato, egli aveva un potere considerevole. Le contee non ebbero rappresentanza nel governo finché non venne approvato l'home rule nel 1975.
Il governatore Benjamin Tillman, populista, organizzò gli sforzi per la liberazione dei neri e dei bianchi poveri, e controllò la politica democratica dello stato dagli anni '90 fino al 1910 con una base politica tra i contadini poveri bianchi. Durante la convenzione costituzionale del 1895 sostenne la proposta che lo stato adottasse una politica che considerava nero chi avesse anche solo un antenato nero, oltre a proibire il matrimonio tra bianchi e chiunque altro con antenati africani.
Alcuni membri della convenzione che avevano costruito famiglie bianche con alcuni antenati africani potevano essere toccati dalle nuove leggi; in termini simili, durante un dibattito in Virginia nel 1853 su una proposta simile (che fu bocciata), George Dionysius Tillman disse opponendosi:
Se la legge viene approvata come proposta ora, a rispettabili famiglie nelle contee di Aiken, di Barnwell, di Colleton e di Orangeburg sarà negato il diritto di sposarsi con persone con cui ora sono associate e si identificano. Almeno un centinaio di famiglie sarebbe coinvolta, per quanto ne so. Esse hanno dato buoni soldati all'Esercito Confederato, e sono ora proprietari terrieri e contribuenti. Quegli uomini hanno svolto il loro compito con onore, e sarebbe ora ingiusto e irrispettoso trattarli in questo modo. È un fatto scientifico che non vi è una sola persona che abbia sangue totalmente caucasico in questa assemblea. Ogni membro ha, in qualche misura, sangue di colore. Il sangue bianco puro ha necessitato e ha ricevuto in passato una certa dose di sangue più scuro, per ottenere maggiore prontezza e spirito. Sarebbe una crudele ingiustizia e fonte di scontri senza fine, di scandalo, orrore, faide e spargimenti di sangue annullare o proibire il matrimonio per una traccia remota, forse obsoleta, di sangue nero. Si aprirebbero le porte allo scandalo, alla malizia ed all'avidità; alle dichiarazioni sul banco dei testimoni secondo cui il padre, il nonno o la nonna avevano detto che A o B aveva sangue negro nelle vene. Ogni uomo che è considerato mezzo uomo sarebbe pronto a far esplodere mezzo mondo con la dinamite per impedire attacchi all'onore della madre sulla legittimità o purezza del sangue del padre.
Lo stato rimandò tale legge sul sangue misto per anni; i legislatori della Virginia adottarono una legge sul sangue misto nel 1924, dimenticando che il loro stato aveva molte persone di sangue misto tra coloro che si identificavano come bianchi.

### XX secolo

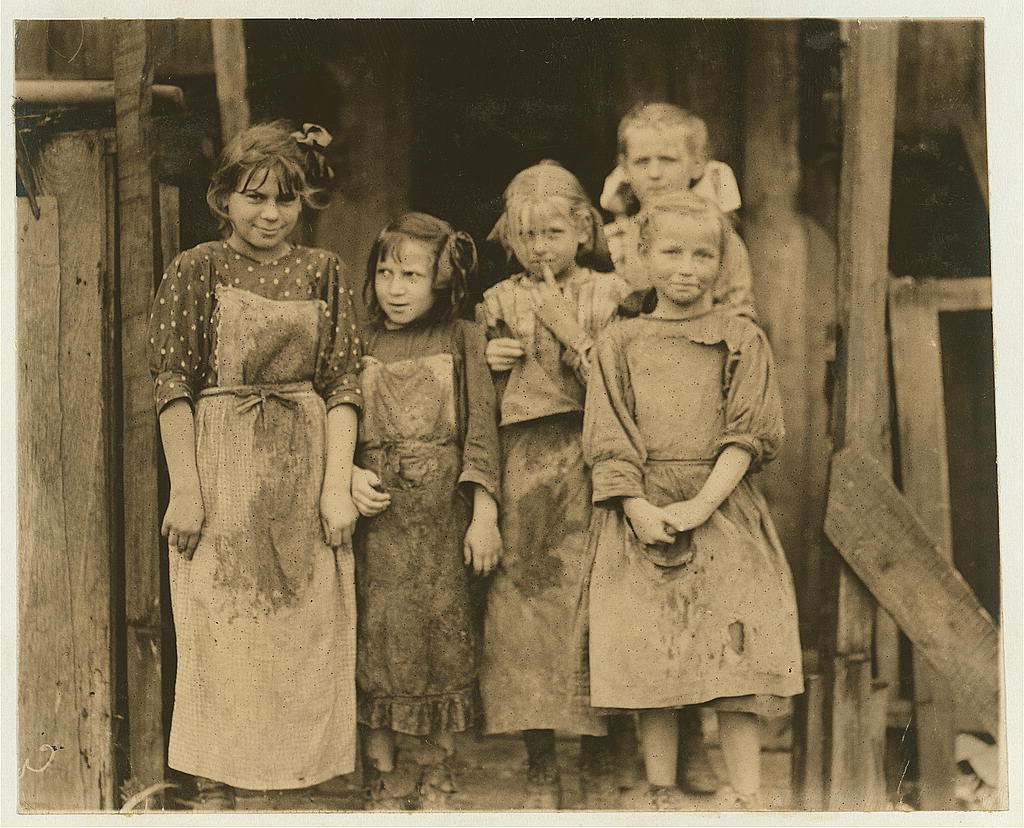
Bambini lavoratori, circa 1912. Alcuni bambini che lavoravano nell'industria tessile della Carolina del Sud andavano a scuola mezza giornata e lavoravano prima e dopo la scuola, oltre a otto/nove ore il sabato.

All'inizio del XX secolo la Carolina del Sud sviluppò una fiorente industria tessile; lo stato convertì anche la sua base agricola fondata sul cotone, verso colture più remunerative. Questo fece sì che vennero installate diverse basi militari durante la prima guerra mondiale, spinte dalla rappresentanza congressuale democratica, che era dominante nel Solid South a seguito della liberazione dei neri.
Alla fine del XIX secolo la Carolina del Sud implementò le leggi Jim Crow che applicarono la segregazione razziale fino agli anni '60. Dall'inizio alla metà del XX secolo, milioni di afroamericani lasciarono la Carolina del Sud ed altri stati meridionali per cercare lavoro, opportunità e una relativa libertà nelle città degli Stati Uniti al di fuori degli ex Stati confederati. In totale, dal 1910 al 1970 6,5 milioni di neri lasciarono il Sud nell'ambito della grande migrazione afroamericana. Dal 1930 la Carolina del Sud ebbe una maggioranza di popolazione bianca per la prima volta dal 1708. La Carolina del Sud fu uno dei diversi stati che inizialmente rigettarono il XIX emendamento (1920) che dava alle donne il diritto di voto; la legislatura della Carolina del Sud ratificò poi l'emendamento il 1º luglio 1969.
La battaglia del movimento per i diritti civili degli afroamericani ebbe luogo anche nella Carolina del Sud, come in altri stati del Sud e della nazione. In Carolina del Sud il movimento fu molto meno violento che in altri stati del Profondo Sud. Questa transizione tranquilla dalle leggi Jim Crow avvenne perché i bianchi dello stato e i leader neri accettarono cambiamenti graduali piuttosto che rifiutare di accettare qualsiasi cambiamento. Altre figure politiche dello stato, come il senatore Strom Thurmond, d'altra parte, erano tra gli oppositori più radicali e fermi alla società dell'eguaglianza e dell'integrazione.
Nella seconda metà del XX secolo, la Carolina del Sud iniziò a vedere il progresso economico prima nell'industria tessile, poi nella manifattura. Anche il turismo iniziò a costituire una delle principali fonti di reddito, specialmente nelle aree di Myrtle Beach e Charleston.

### XXI secolo

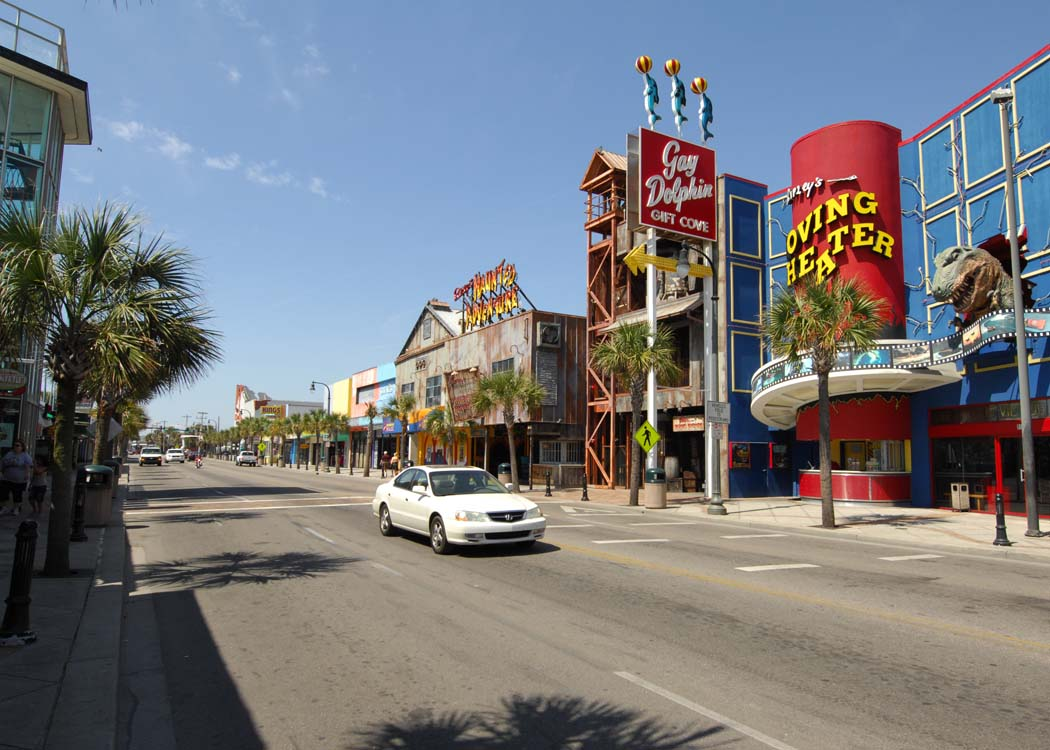
North Ocean Boulevard a Myrtle Beach, 2010

Nel corso del XXI secolo la Carolina del Sud ha attratto nuovi investimenti, avendo una tassa sulle imprese al 5%, nessuna tassa sulle proprietà a livello statale, nessuna tassa sui redditi o sulle vendite, sulla produzione o sui materiali.
La Carolina del Sud fu una dei primi stati a smettere di pagare le spese dei parti programmati, sia previsti da Medicaid che dalle assicurazioni private. Il termine "parto programmato" si riferisce all'induzione al parto o taglio cesareo tra le 37 e le 39 settimane. Questa politica fu varata per portare ad avere neonati più sani e minori costi per lo stato.
Il 20 novembre 2014 la Carolina del Sud divenne il 35º stato a legalizzare il matrimonio tra persone dello stesso sesso, a seguito di una sentenza federale che ordinò la legalizzazione.
Nel 2022 la Carolina del Sud aveva una delle percentuali più basse di donne nel Parlamento dello stato tra tutti gli stati, con il 17,6%; solo cinque stati avevano una percentuale più bassa, la media nazionale si attesta al 30,7%, con la percentuale più alta in Nevada al 61,9%.

## Geografia

### Regioni
Lo stato può essere diviso in tre aree geografiche naturali, che si possono poi ulteriormente suddividere in cinque regioni culturali distinte. L'ambiente naturale è diviso da est a ovest in pianura costiera dell'Atlantico, Piedmont, e monti Blue Ridge. Culturalmente, la pianura costiera è divisa in Lowcountry e la regione Pee Dee. L'alto Piedmont viene chiamato comunemente "Piedmont", e il basso Piedmont è chiamato Midlands. L'area che circonda i monti Blue Ridge è conosciuta come Upstate. La pianura costiera atlantica costituisce due terzi dello stato; il suo confine orientale è rappresentato dalle Sea Islands, una serie di isole a barriera. Il confine tra lowcountry e upcountry è definito dalla Fall Line, che segna il limite dei fiumi navigabili.

### Piana costiera atlantica
La piana costiera atlantica consiste di sedimenti e rocce sedimentarie che datano dal Cretaceo ad oggi. Il terreno è relativamente piatto e il suolo è composto in maniera prevalente da sabbia, limo e argilla. Le aree che consentono alle acque di defluire costituiscono terreni da coltivazione eccezionali, anche se alcune aree sono paludose. Una caratteristica inconsueta di questa regione è il grande numero di depressioni topografiche di bassa profondità, chiamate bacini della Carolina; le baie tendono ad essere ellittiche, e sono allineate con orientamento da nord-ovest a sud-est. La parte orientale della piana costiera contiene molte paludi salmastre ed estuari, oltre a porti naturali come Georgetown e Charleston. Le aree naturali della piana costiera fanno parte dell'ecoregione delle foreste costiere del Medio Atlantico.
Le Sandhills, o Sandhills della Carolina, sono una regione larga tra 16 e 56 km all'interno della regione costiera atlantica, lungo il margine interno dell'area. Le Sandhills sono dune di sabbia eoliane (create dal vento) che furono spostate a più riprese tra 75000 e 6000 anni fa; la datazione a luminescenza della sabbia mostra che è risalente all'ultima glaciazione, un'epoca in cui gli Stati Uniti sud-orientali erano caratterizzati da temperature fresche e forti venti.

### Piedmont
Molta parte del Piedmong consiste di rocce ignee e metamorfiche del Paleozoico, e il paesaggio è quasi interamente senza rilievi. Essendo mutata l'economia dell'agricoltura, gran parte delle terre sono oggi state riforestate con pini per l'industria del legname; queste foreste fanno parte dell'ecoregione delle foreste miste sud-orientali. Al margine sud-orientale del Piedmont si trova la fall line, dove i fiumi si riversano verso la pianura costiera. La fall line era anche una importante fonte di energia idrica: i mulini costruiti in questa zona permisero la crescita di diverse città, compresa la capitale Columbia. I maggiori fiumi sono navigabili fino alla fall line, e fungono quindi anche da via commerciale per le cittadine.
La parte nord-orientale del Piedmont è anche nota come Foothills; la Cherokee Parkway è una strada panoramica che attraversa l'area, e qui si trova il Table Rock State Park.

### Blue Ridge

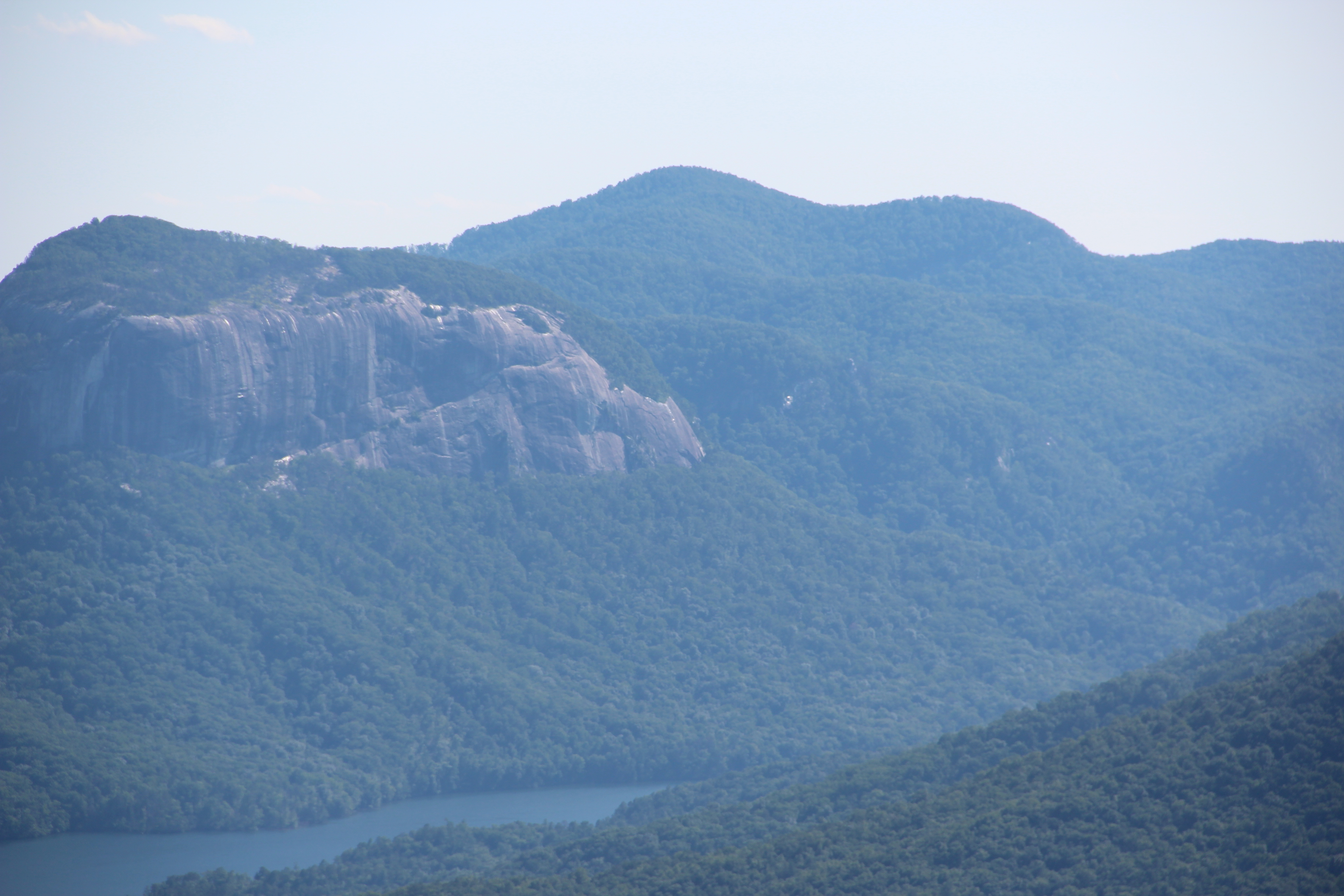
Pinnacle Mountain visto da Caesars Head

I Blue Ridge consistono principalmente di rocce metamorfiche precambriane, ed la regione è montagnosa. La regione dei Blue Ridge contiene una scarpata dei monti Blue Ridge che continua nella Carolina del Nord e Georgia, come parte dei monti Appalachi meridionali. Il monte Sassafras è il più alto punto della Carolina del Sud, con i suoi 1 090 metri di altitudine. In quest'area si trova anche il Caesars Head State Park; qui l'ambiente è quello dell'ecoregione delle foreste degli Appalachi-Blue Ridge. Il fiume Chattooga, al confine tra Carolina del Sud e Georgia, è una destinazione molto frequentata per il rafting.

### Laghi
La Carolina del Sud ha diversi grandi laghi che si estendono per 1770 km²; tutti i maggiori laghi dello stato sono artificiali. Segue una lista dei laghi, per estensione:
- lago Marion (450 km²)
- lago Strom Thurmond (anche conosciuto come lago Clarks Hill) (290 km²)
- lago Moultrie (240 km²)
- lago Hartwell (230 km²)
- lago Murray (200 km²)
- lago Richard B. Russell (110 km²)
- lago Keowee (70 km²)
- lago Wylie (50 km²)
- lago Wateree (50 km²)
- lago Greenwood (50 km²)
- lago Jocassee (30 km²)
- lago Bowen (6,21 km²)

### Terremoti
La Carolina del Sud è lo stato più sismicamente attivo nella East Coast. Tra il 1º luglio 2021 ed il 1º luglio 2022 sono stati registrati 74 terremoti nello stato, sei dei quali hanno superato il grado 3 di magnitudine. Nel 2021 e 2022 gran parte delle scosse si sono concentrate nella contea di Kershaw e nell'area costiera di Charleston; quest'area ha la più alta frequenza di terremoti dello stato. In media in Carolina del Sud avvengono 10-15 terremoti l'anno sotto il grado 3 di magnitudine. Il terremoto di Charleston del 1886 fu la maggiore scossa ad aver mai colpito la costa orientale degli Stati Uniti; il terremoto di grado 7.0-7.3 uccise 60 persone e distrusse gran parte della città. Le faglie in questa regione sono difficili da studiare in superficie a causa della spessa sedimentazione su di esse; molte delle antiche faglie sono all'interno delle placche, piuttosto che lungo i confini tra le placche.

### Clima

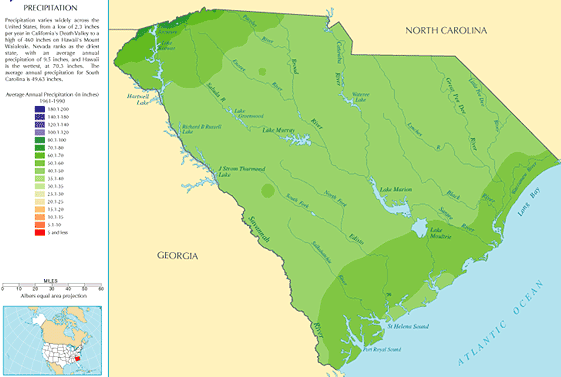
Cartina delle precipitazioni annuali medie nella Carolina del Sud

La Carolina del Sud ha un clima subtropicale umido (classificazione dei climi di Köppen Cfa), anche se le aree più elevate nell'Upstate hanno caratteristiche meno subtropicali delle aree sulla costa atlantica. In estate la Carolina del Sud è calda e umica, con temperature diurne tra 30 e 34 °C nella maggior parte dello stato, e con le minime notturne tra 21 e 24 °C sulla costa e 19-23 °C nell'interno. Le temperature invernali sono molto meno uniformi nello stato: le aree costiere hanno inverni molto miti, con le massime che si avvicinano ad una media di 16 °C, e minime medie notturne intorno a 5-8 °C.

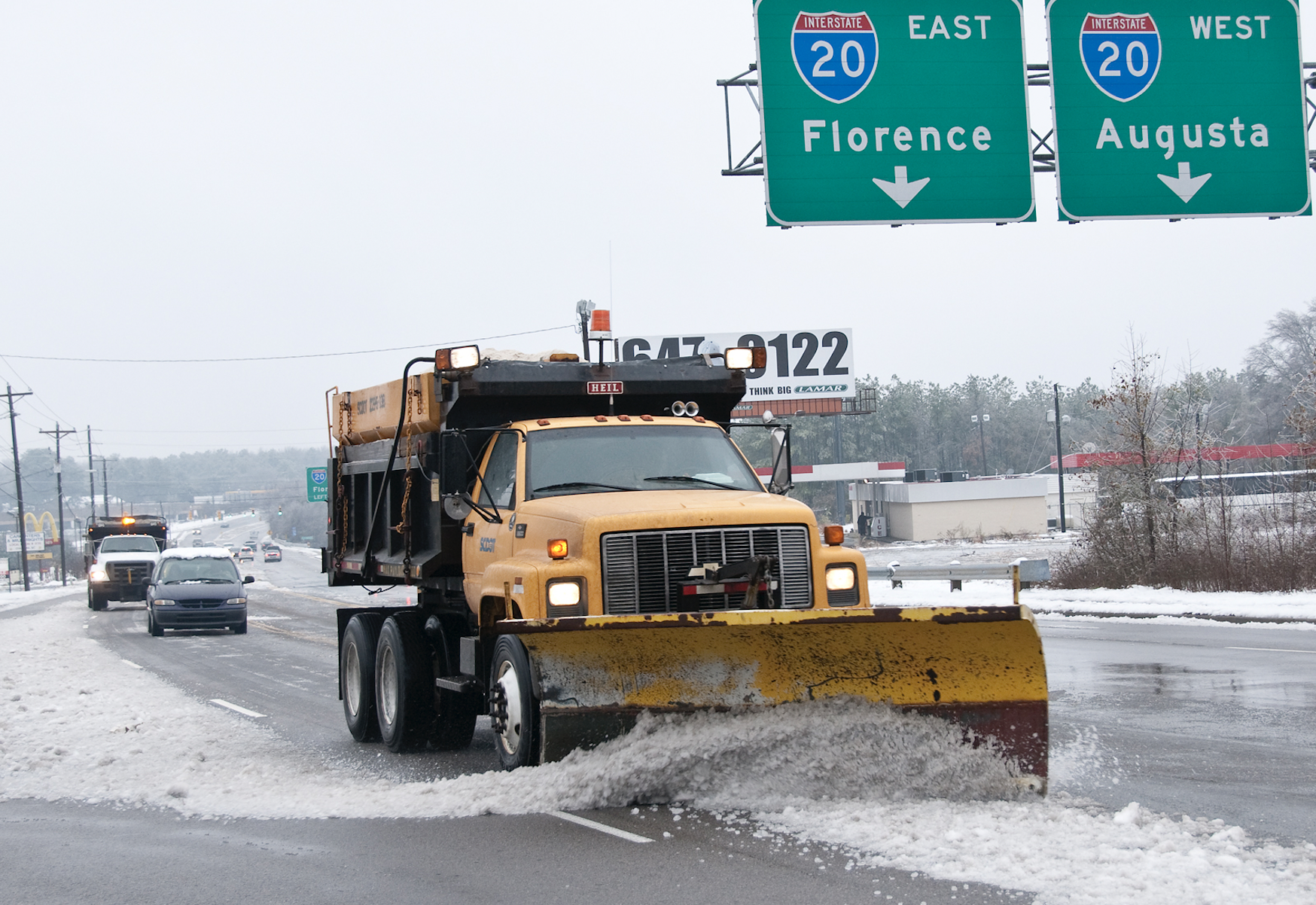
Spazzaneve nella Carolina del Sud. Le maggiori nevicate si verificano nella regione montagnosa e nell'Upstate.

Nell'interno, le minime medie di gennaio sono intorno a 0 °C a Columbia e nell'Upstate sono sotto lo zero. Le precipitazioni sono abbondanti durante l'intero anno in quasi tutto lo stato, e la costa tende ad avere estati più umide; nell'interno invece il periodo primaverile ed autunnale tendono ad essere i più umidi dell'anno, mentre l'inverno, e in particolar modo il mese di novembre, è la stagione più secca. La temperatura più alta mai registrata è 45 °C a Johnston e Columbia il 29 giugno 2012, mentre la più bassa è di -28 °C a Caesars Head il 21 gennaio 1985.
Le nevicate nello stato sono minime alle basse altitudini, a sud ed est di Columbia; non è insolito che nelle aree lungo la costa meridionale non nevichi per diversi anni. Nel Piedmont e nella zona delle Foothills, specialmente lungo e a nord dell'Interstate 85, nevicate abbondanti si verificano generalmente da una a tre volte l'anno; la media annuale si attesa tra 5 e 16 cm. Nella zona del Blue Ridge Escarpment c'è la maggiore media di nevicate annue, tra 18 e 30 cm.
La Carolina del Sud in media ha 50 giorni di attività temporalesca ogni anno; questo valore è inferiore ad alcuni stati più meridionali, e lo stato è leggermente meno vulnerabile ai tornado rispetto agli stati che confinano con il Golfo del Messico. Lo stato è stato colpito da alcuni tornado, e in tutta la Carolina del Sud annualmente ci sono in media 14 tornado. La grandine è comune durante molti temporali, in quanto spesso vi è un forte contrasto di temperatura tra le zone più tiepide alle basse altitudini e l'aria fredda soprastante.

#### Uragani e cicloni tropicali

Uragano Hugo di categoria 4 nel 1989

Lo stato è occasionalmente colpito da cicloni tropicali; durante la stagione degli uragani, che dura dal 1º giugno al 30 novembre, c'è uno stato di allerta. Il picco di vulnerabilità per la costa atlantica sud-orientale è dall'inizio di agosto all'inizio di ottobre, durante la stagione degli uragani di tipo capoverdiano. Tra i principali uragani che hanno colpito lo stato vi sono stati Hazel (1954), Hugo (1989) e Florence (2018).

#### Cambiamento climatico
Studi mostrano che la Carolina del Sud è all'interno degli stati del Profondo Sud che subiranno i peggiori effetti del cambiamento climatico. Al gennaio 2020, "la Carolina del Sud ha fallito nello sviluppo di un progetto complessivo sul clima, non facendo sforzi nella riduzione dell'inquinamento da gas serra, nel limitare l'urbanizzazione o educare la popolazione sulla gestione del cambiamento climatico."
La Carolina del Sud ha emesso il proprio Climate, Energy, and Commerce Committee Final Report nel 2008. Il rapporto raccomanda un obiettivo volontario di riduzione delle emissioni inferiore del 5% a quello del 1990 entro il 2020. Tra le politiche chiave previste dal rapporto vi sono lo sviluppo di energie rinnovabili, l'incremento dell'utilizzo di prodotti agricoli locali, e l'incremento del riciclaggio e del compostaggio.

### Aree federali nello stato

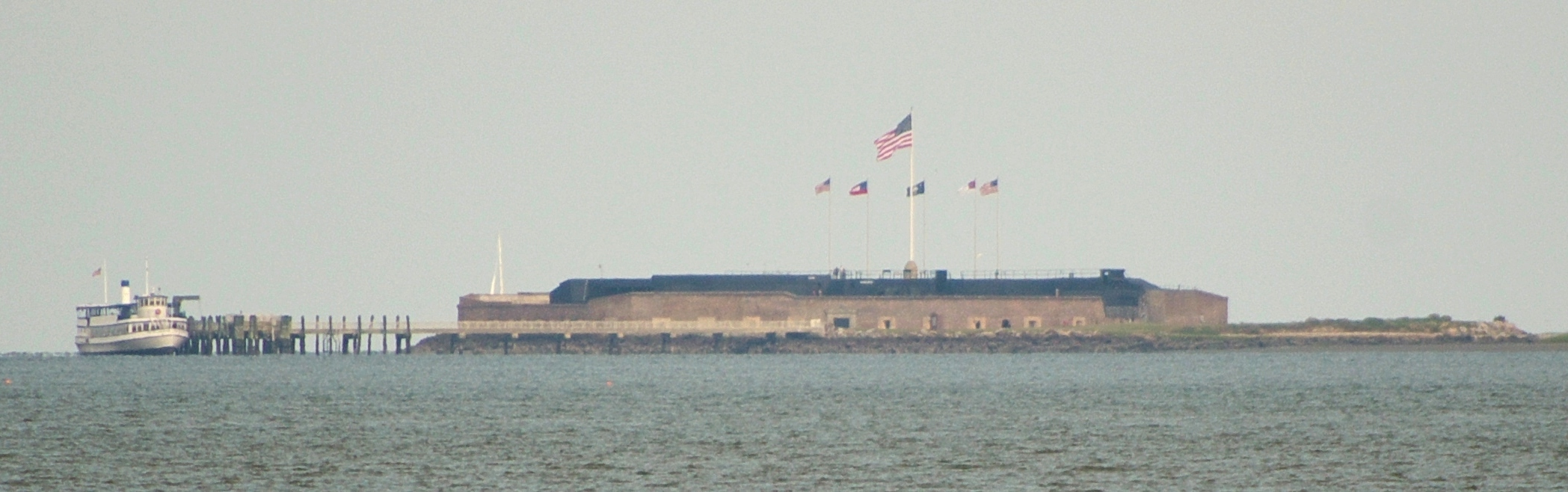
Fort Sumter National Monument, sito della battaglia della guerra civile americana a Charleston

- Charles Pinckney National Historic Site a Mount Pleasant
- Congaree National Park a Hopkins
- Cowpens National Battlefield presso Chesnee
- Fort Moultrie National Monument sull'isola di Sullivan
- Fort Sumter National Monument al porto di Charleston
- Kings Mountain National Military Park a Blacksburg
- Ninety Six National Historic Site a Ninety Six
- Overmountain Victory National Historic Trail
- Fort Jackson presso Columbia
- Joint Base Charleston presso Charleston
- Shaw Air Force Base presso Sumter
- Marine Corps Recruit Depot Parris Island sull'isola di Parris

### Flora e fauna
In Carolina del Sud vi sono due ecosistemi dominanti: i fondovalle, che comprendono pianure alluvionali e torrenti, e gli altopiani. Le pianure alluvionali contengono ampie zone di cipressi antichi e foreste di tupelo; gli altopiani ospitano invece foreste di pini a foglia lunga, pini a foglia corta e foreste miste di latifoglie. Il pino a foglia lunga è una parte importante dell'ecosistema costiero della Carolina del Sud; migliorano la qualità del suolo, dell'acqua e dell'aria, fungendo anche da habitat per cervi e uccelli. Queste foreste sono messe in pericolo dall'abbattimento per agricoltura e sviluppo umano.
Le ostriche costituiscono una parte critica dell'ecosistema costiero dello stato; esse assolvono ad una doppia funzione, filtrando l'acqua e formando barriere che costituiscono un habitat per piccoli pesci e granchi. Le ostriche sono messe in pericolo dalla raccolta eccessiva perché le ostriche giovani hanno bisogno di quelle più mature a cui rimanere attaccate man mano che invecchiano. In Carolina del Sud abitano diversi uccelli marini, tra cui vari scolopacidi e ibis. Lo stato è un punto di sosta per gli uccelli migratori che si spostano più a sud, e anche per quelli che svernano senza spostarsi più a sud.

### Città principali

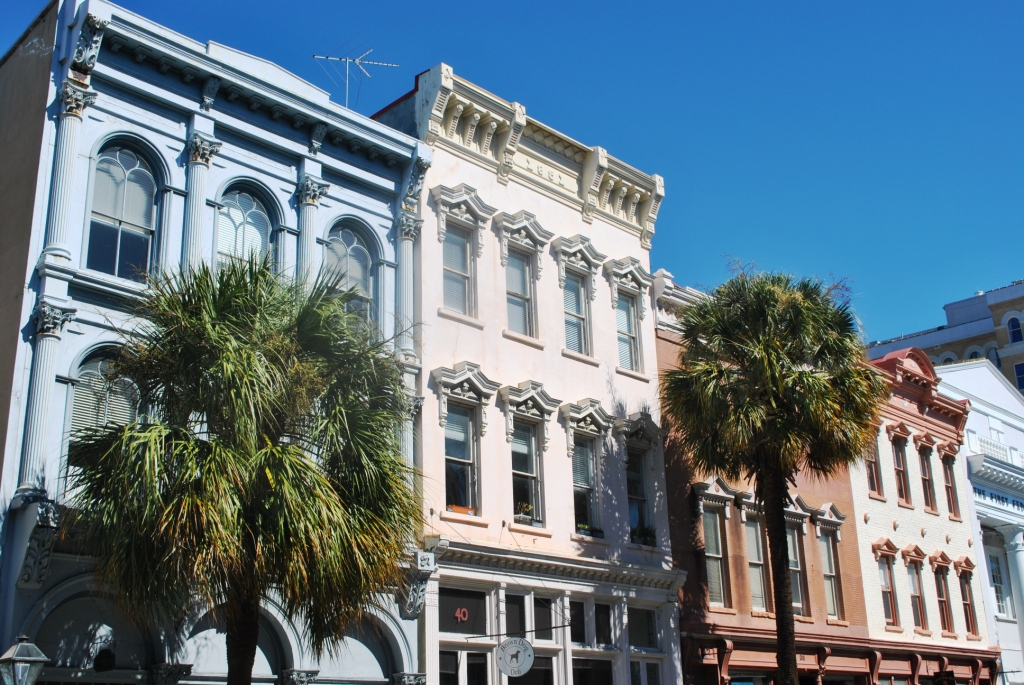
Charlerston

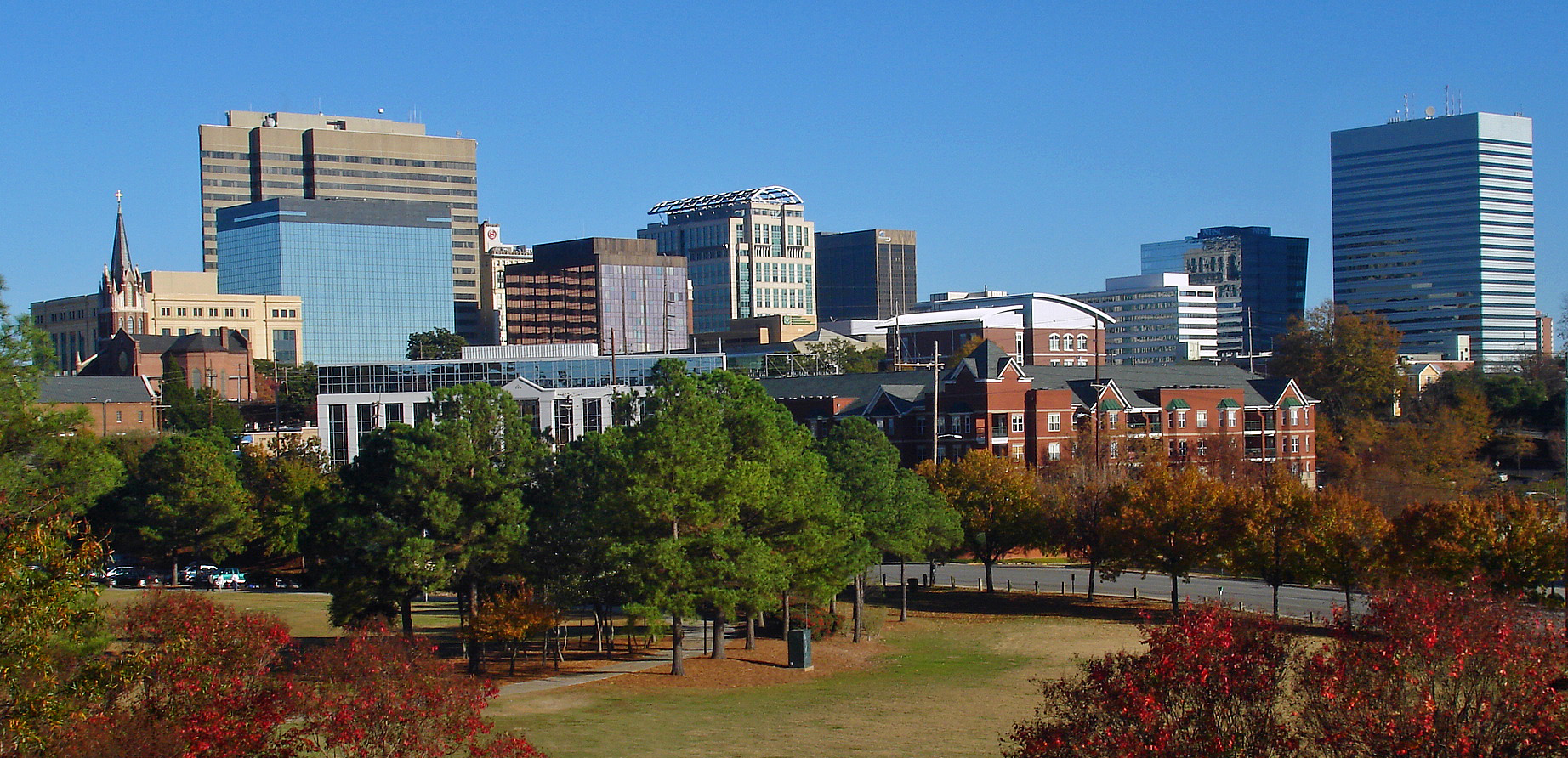
Columbia

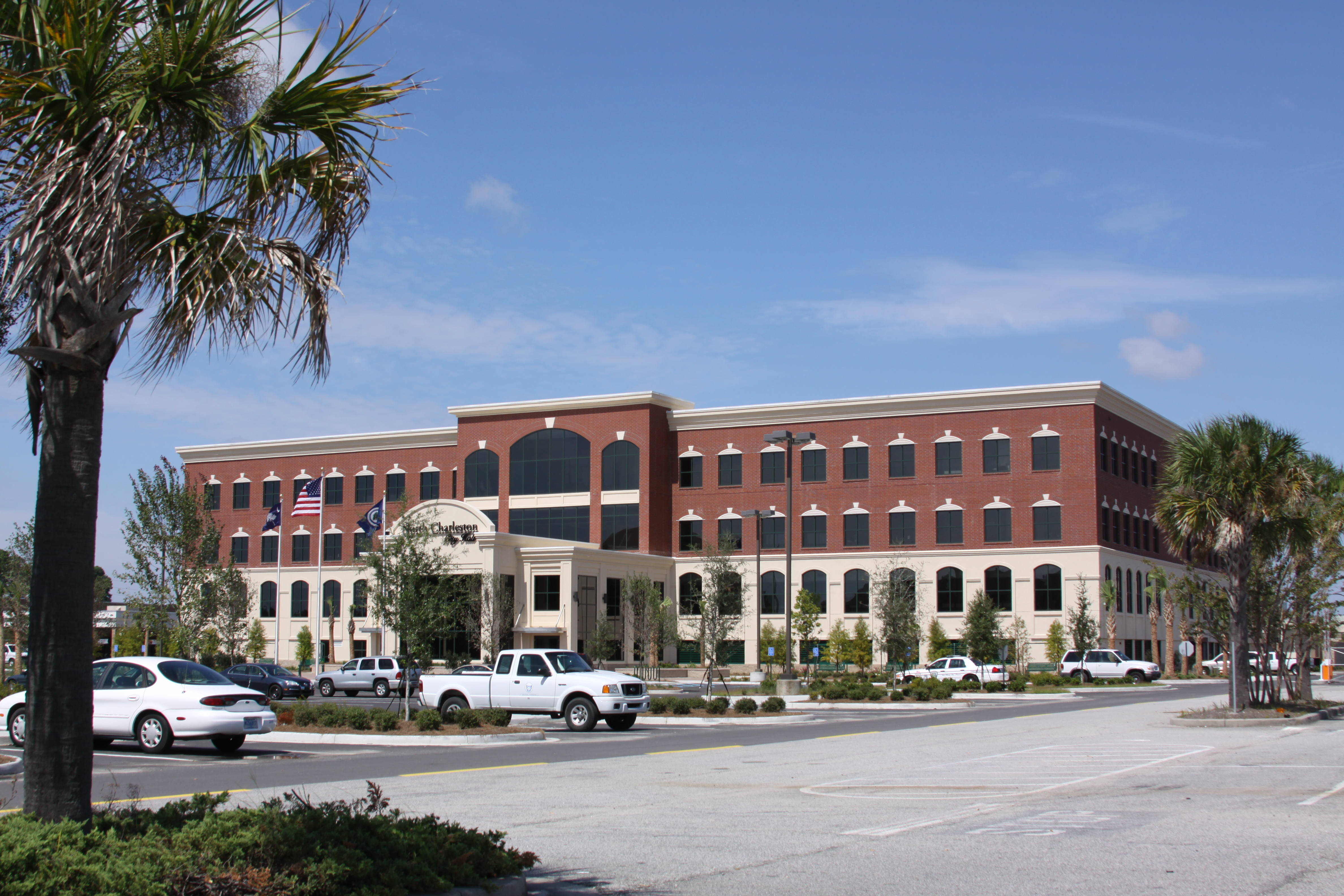
North Charleston

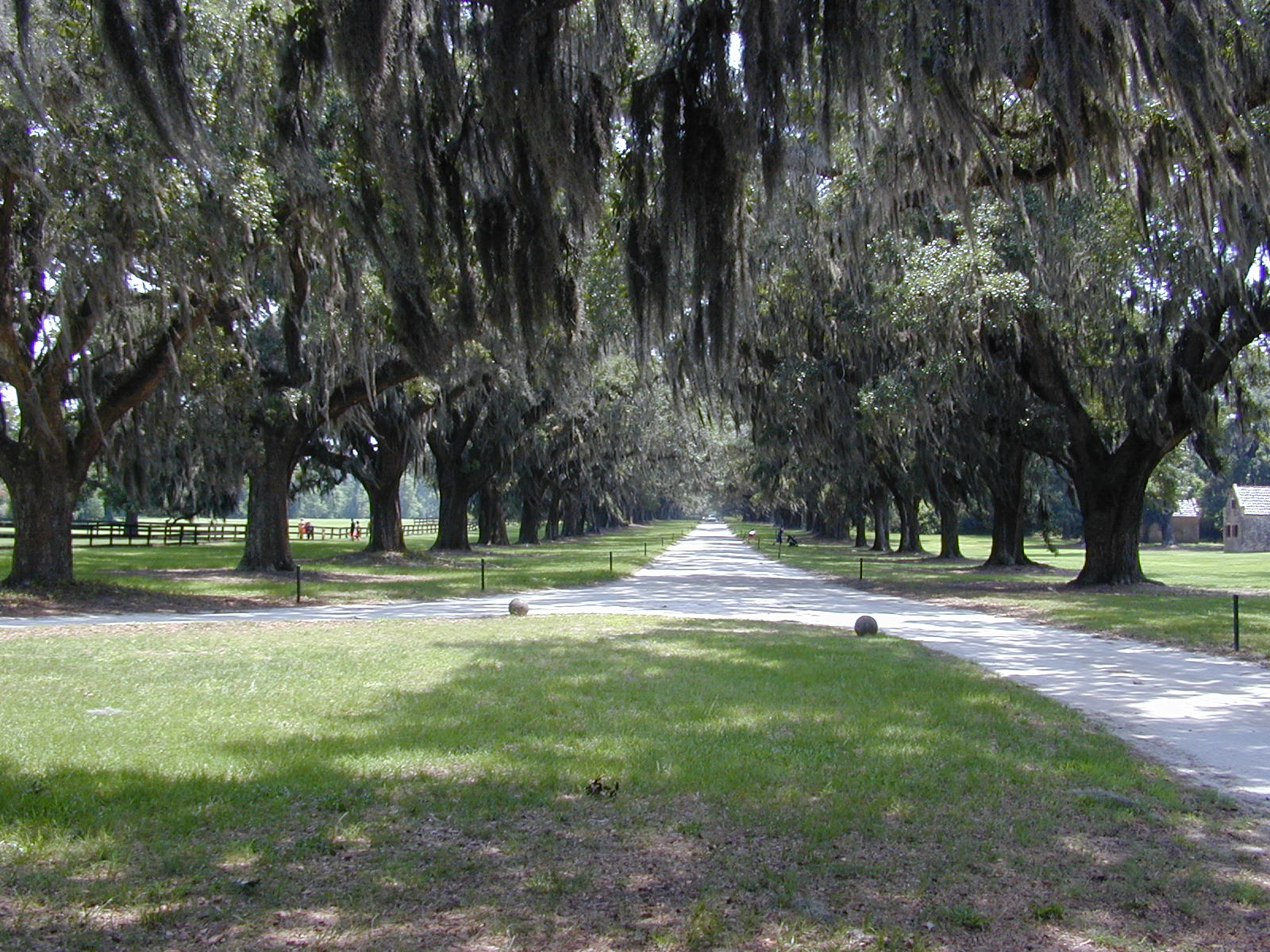
Mount Pleasant

| 1  | Charleston       | Charleston | 153 672 |
| 2  | Columbia         | Richland   | 139 698 |
| 3  | North Charleston | Charleston | 118 608 |
| 4  | Mount Pleasant   | Charleston | 94 545  |
| 5  | Rock Hill        | York       | 75 349  |
| 6  | Greenville       | Greenville | 72 310  |
| 7  | Summerville      | Dorchester | 51 617  |
| 8  | Goose Creek      | Berkeley   | 47 618  |
| 9  | Sumter           | Sumter     | 42 757  |
| 10 | Greer            | Greenville | 42 090  |

### Aree statistiche
Le seguenti tabelle riportano le principali aree metropolitane e aree statistiche combinate della Carolina del Sud. Alcune aree statistiche della Carolina del Sud sconfinano negli stati confinanti della Carolina del Nord e della Georgia.
| Pos. | Area statistica metropolitana (MSA)         | Popolazione (2020) | Contee                                                    |
| ---- | ------------------------------------------- | ------------------ | --------------------------------------------------------- |
| 1    | Charlotte-Concord-Gastonia (NC-SC)          | 2 660 329          | York                                                      |
| 2    | Greenville (SC)                             | 928 195            | Greenville, Anderson, Laurens, Pickens                    |
| 3    | Columbia (SC)                               | 829 470            | Calhoun, Kershaw, Fairfield, Richland, Lexington, Saluda  |
| 4    | Charleston-North Charleston (SC)            | 799 636            | Charleston, Dorchester, Berkeley                          |
| 5    | Augusta-Richmond County (GA-SC)             | 611 000            | Aiken, Allendale, Edgefield, Bamberg, Barnwell, McCormick |
| 6    | Spartanburg (SC)                            | 355 241            | Spartanburg                                               |
| 7    | Myrtle Beach-Conway-North Myrtle Beach (SC) | 351 029            | Horry, Georgetown                                         |
| 8    | Hilton Head Island-Bluffton-Port Royal (SC) | 215 908            | Beaufort, Jasper                                          |
| 9    | Florence (SC)                               | 199 964            | Florence, Darlington                                      |
| 10   | Sumter (SC)                                 | 105 556            | Sumter, Clarendon                                         |

| Pos. | Area statistica combinata (CSA)      | Popolazione (2020) | Contee                                                                         |
| ---- | ------------------------------------ | ------------------ | ------------------------------------------------------------------------------ |
| 1    | Charlotte-Concord-Gastonia (NC-SC)   | 2 822 352          | York, Lancaster, Chesterfield, Chester                                         |
| 2    | Greenville-Spartanburg-Anderson (SC) | 1 487 610          | Greenville, Spartanburg, Anderson, Pickens, Oconee, Laurens, Cherokee, Union   |
| 3    | Columbia-Sumter-Orangeburg (SC)      | 951 412            | Richland, Lexington, Orangeburg, Kershaw, Newberry, Fairfield, Saluda, Calhoun |
| 5    | Myrtle Beach-Conway-Georgetown (SC)  | 551 126            | Horry, Georgetown                                                              |

## Società
| Razza ed etnia                 | Totale | Totale |
| ------------------------------ | ------ | ------ |
| Bianchi (non ispanici)         | 65.5%  |        |
| Afroamericani                  | 26.3%  |        |
| Ispanici e latini              | 6.9%   |        |
| Asiatici                       | 2.3%   |        |
| Nativi americani               | 1.8%   |        |
| Isolani del Pacifico americani | 0.1%   |        |
| Altro                          | 1.0%   |        |

     40–50%
     50–60%
     60–70%
     70–80%
     80–90%
     40–50%
     50–60%
     60–70%
     70–80%

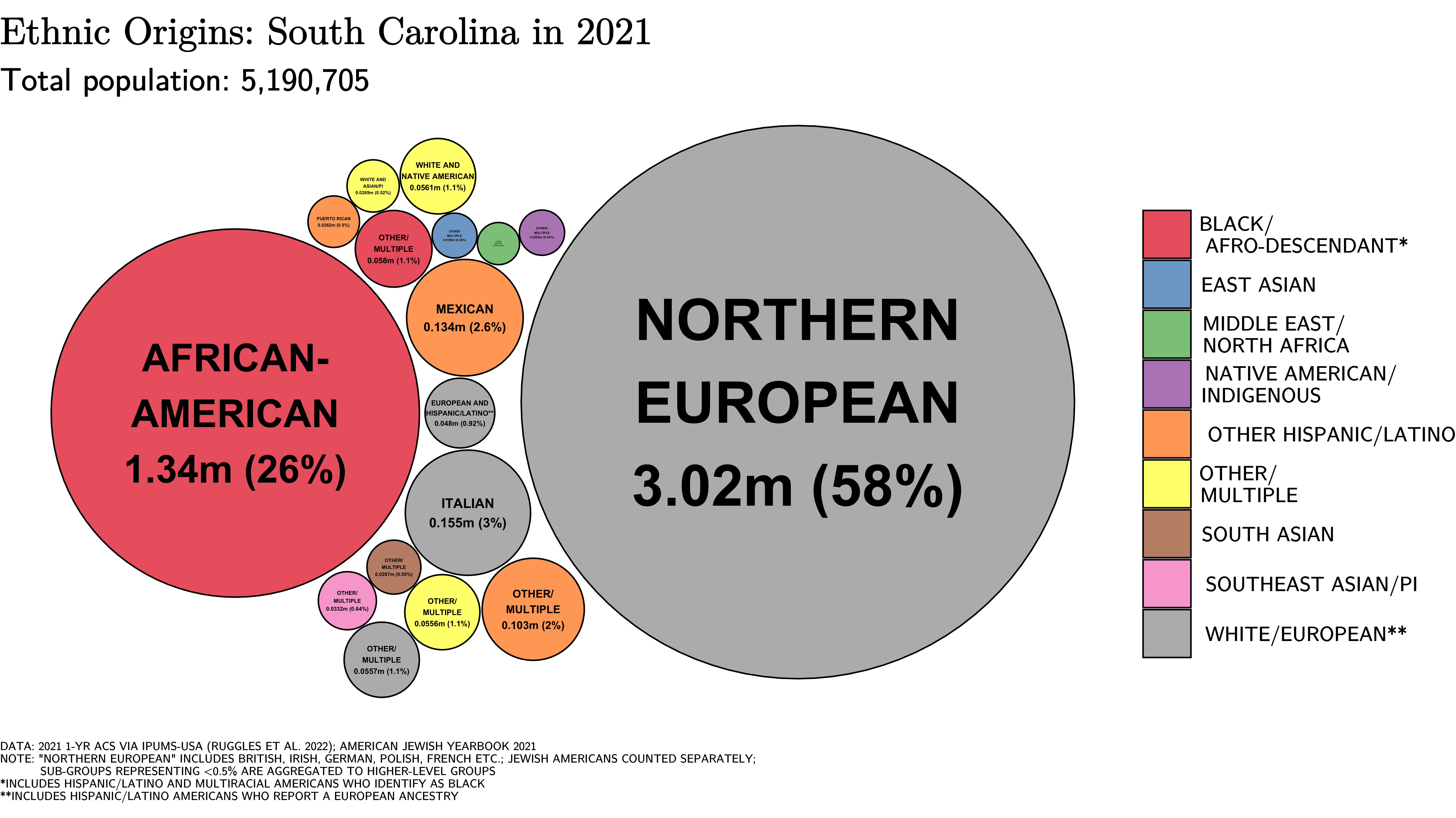
Origine etnica della Carolina del Sud

Cartina delle contee della Carolina del Sud per maggioranza razziale, secondo il censimento del 2020
Bianchi non ispanici
40–50%
50–60%
60–70%
70–80%
80–90%
Americani neri o africani
40–50%
50–60%
60–70%
70–80%

Il censimento del 2020 rivelò una popolazione nello stato di 5 118 425 persone. Lo United States Census Bureau stima che il 1º luglio 2019 vi fosse una popolazione di 5 148 714 persone, con un incremento del 11,31% rispetto al censimento del 2010.
Secondo il Rapporto Annuale al Congresso sui Senzatetto del HUD nel 2022, vi erano circa 3 608 senzatetto nella Carolina del Sud.
Una stima del 2017 afferma che la composizione razziale dello stato sia ail 68,5% composta da bianchi (non ispanici), 27,3% neri o afroamericani, 0,5% indiani americani o nativi dell'Alaska, 1,7% asiatici, 0,1% nativi hawaiiani e altri isolani del Pacifico, 1,9% appartenenti a due o più razze. Il 5,7% della popolazione era di origine ispanica o latina, di qualsiasi tipo.
Secondo una stima censuaria del 2019, la Carolina del Sud aveva una popolazione di 5 148 714 persone, con un incremento di 64 587 abitanti dal precedente anno, e un incremento di 523 350 (11,31%) rispetto all'anno 2010. L'immigrazione dall'esterno degli Stati Uniti ha portato ad un incremento di 36 401 persone, e la migrazione all'interno del Paese ha prodotto un incremento di 115 084 abitanti. Secondo la Arnold School of Public Health dell'Università della Carolina del Sud, Consortium for Latino Immigration Studies, la popolazione della Carolina del Sud nata all'estero è cresciuta più rapidamente di ogni altro stato tra il 2000 ed il 2005.
Le prime nazioni di origine degli immigranti in Carolina del Sud sono Messico, India, Germania, Honduras e Filippine.

### Religioni
Secondo gli Association of Religion Data Archives (ARDA), nel 2010 la religione più diffusa è il cristianesimo, la cui denominazione più presente è la Southern Baptist Convention con 913 763 aderenti, mentre la Chiesa metodisca unita ha 274 311 fedeli, e la chiesa cattolica 181 743 aderenti. La quarta maggiore chiesa è la Chiesa episcopale metodista africana, con 564 congregazioni e 121 000 membri, seguita dalla Chiesa presbiteriana con 320 congregazioni e quasi 100 000 fedeli. Nel 2010 la Carolina del Sud era lo stato americano con la maggiore percentuale di cittadini seguaci del Bahá'í, con 17 559 aderenti, posizionandosi quindi come seconda maggiore religione dello stato all'epoca.
Secondo il Public Religion Research Institute nel 2020 il cristianesimo rimaneva la maggiore religione, con almeno il 74% della popolazione aderente. Tra la popolazione cristiana, il protestantesimo evangelico rimaneva la maggioranza; la comunità non religiosa era il 18% della popolazione totale. Secondo il censimento del 2020 di ARDA, la Southern Baptist costituiva la maggioranza, con 816 405 aderenti, e la chiesa cattolica ne aveva 407 840, seguita dai metodisti uniti con 242 467 fedeli. Al di fuori del cristianesimo, lo studio del 2020 di ARDA censì 6 677 musulmani nello stato e 830 ebrei ortodossi; l'ebraismo riformato contava 3 430 fedeli, e l'induismo 8 383 aderenti.
Nel 2022 il Public Religion Research Institute stimò che i cristiani erano cresciuto al 76% della popolazione (64% protestanti, 11% cattolici e 1% testimoni di Geova). I non affiliati erano cresciuti al 20% della popolazione dello stato, e il New Age contava il 3%. Gli ebrei erano l'1% della popolazione.
██ Protestanti (64%)
██ Non affiliati (20%)
██ Cattolici (11%)
██ New Age (3%)
██ Testimoni di Geova (1%)
██ Ebraismo (1%)

### Salute
Nello Stato della Carolina del Sud l'aborto è disponibile fino alla sesta settimana di gravidanza. Tuttavia, dopo che nel 2022 la Corte Suprema ha annullato la sentenza Roe v. Wade, che garantiva il diritto all'aborto, i legislatori repubblicani hanno deciso di vietare completamente l'aborto nello Stato, tranne nei casi in cui la vita della madre è in pericolo. I senatori hanno anche presentato un disegno di legge che renderebbe illegale fornire "informazioni [su come ottenere un aborto] a una donna incinta o a una persona che cerca informazioni per conto di una donna incinta, per telefono, Internet o qualsiasi altro mezzo di comunicazione". La legislazione renderebbe illegale il semplice rinvio di una donna a un fornitore di aborti.

## Economia

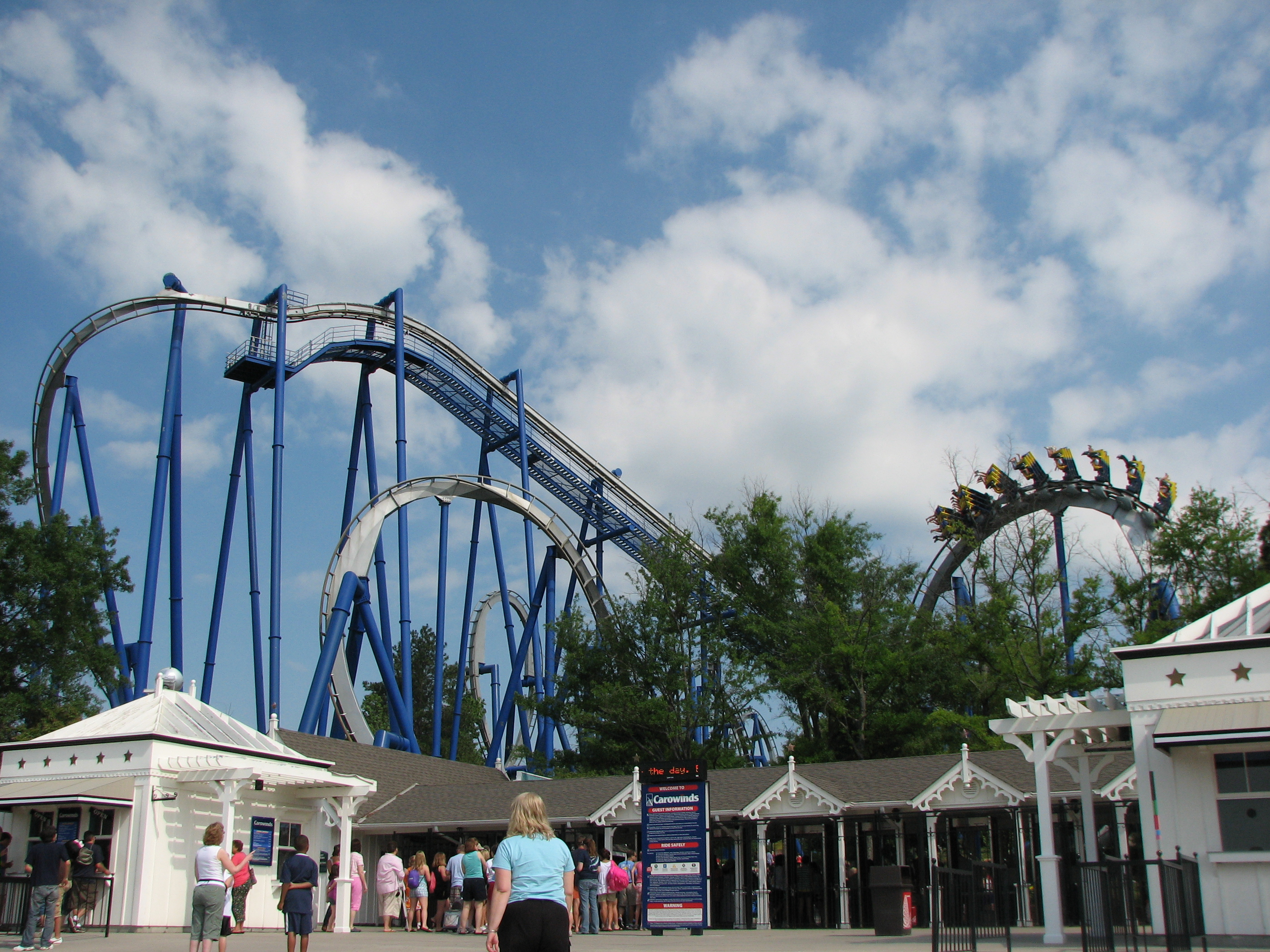
Montagne russe nella parte della Carolina del Sud di Carowinds

Nel 2019 il prodotto interno lordo dello stato ammontava a 249,9 miliardi di dollari, il 26° PIL più alto degli Stati Uniti. Secondo il Bureau of Economic Analysis statunitense, il prodotto interno lordo dello stato in chained dollars era di 26 772 dollari nel 1997 e 28 894 dollari nel 2007, il che rappresentava l'85% dei 31 619 dollari pro capite per gli Stati Uniti nella loro interezza nel 1997, e il 76% dei 38 020 dollari degli Stati Uniti nel 2007. Il debito dello stato nel 2012 fu calcolato da una fonte a 22,9 miliardi di dollari, 7 800 dollari per contribuente.
I prodotti industriali comprendono il tessile, prodotti chimici, prodotti cartari, macchinari, automobili, prodotti di automotive e turismo; i principali prodotti agricoli dello stato sono il tabacco, il pollame, il cotone, il bestiame, i latticini, la soia, il fieno, il riso e i suini. Secondo il Bureau of Labor Statistics, nel marzo 2012 la Carolina del Sud contava 1 852 700 posizioni lavorative non agricole, di cui il 12% era nella manifattura, l'11,5% nel divertimento e nell'ospitalità, il 19% nel commercio, trasporto e utilities, e l'11,8% nell'istruzione e servizi sanitari. Il settore dei servizi contribuisce per l'83,7% all'economia della Carolina del Sud.
Molte grandi aziende hanno spostato le loro sedi in Carolina del Sud; Boeing ha aperto uno stabilimento di costruzione di aeromobili presso l'Aeroporto Internazionale di Charleston nel 2011, che funge da uno dei due siti di assemblaggio finale del 787 Dreamliner. La Carolina del Sud è uno stato che prevede il diritto al lavoro e molte compagnie utilizzano agenzie di collocamento per coprire anche temporaneamente le loro posizioni. Domtar, a Rock Hill, era l'unica società Fortune 500 con sede nella Carolina del Sud, ma fu poi spostata nella lista Fortune 1000. Le tre società Fortune 1000 con sede in Carolina del Sud sono Domtar, Sonoco e ScanSource.
La Carolina del Sud attrae anche investimenti esteri; vi sono 1950 società straniere operanti nello stato, che impiegano circa 135 000 persone. Foreign Direct Investment (FDI) ha portato nel 2010 1,06 miliardi di dollari nell'economia dello stato. Dal 1994 BMW possiede uno stabilimento di produzione nella contea di Spartanburg presso Greer e dal 1996 Zapp Group opera a Summerville, presso Charleston.

## Trasporti e infrastrutture

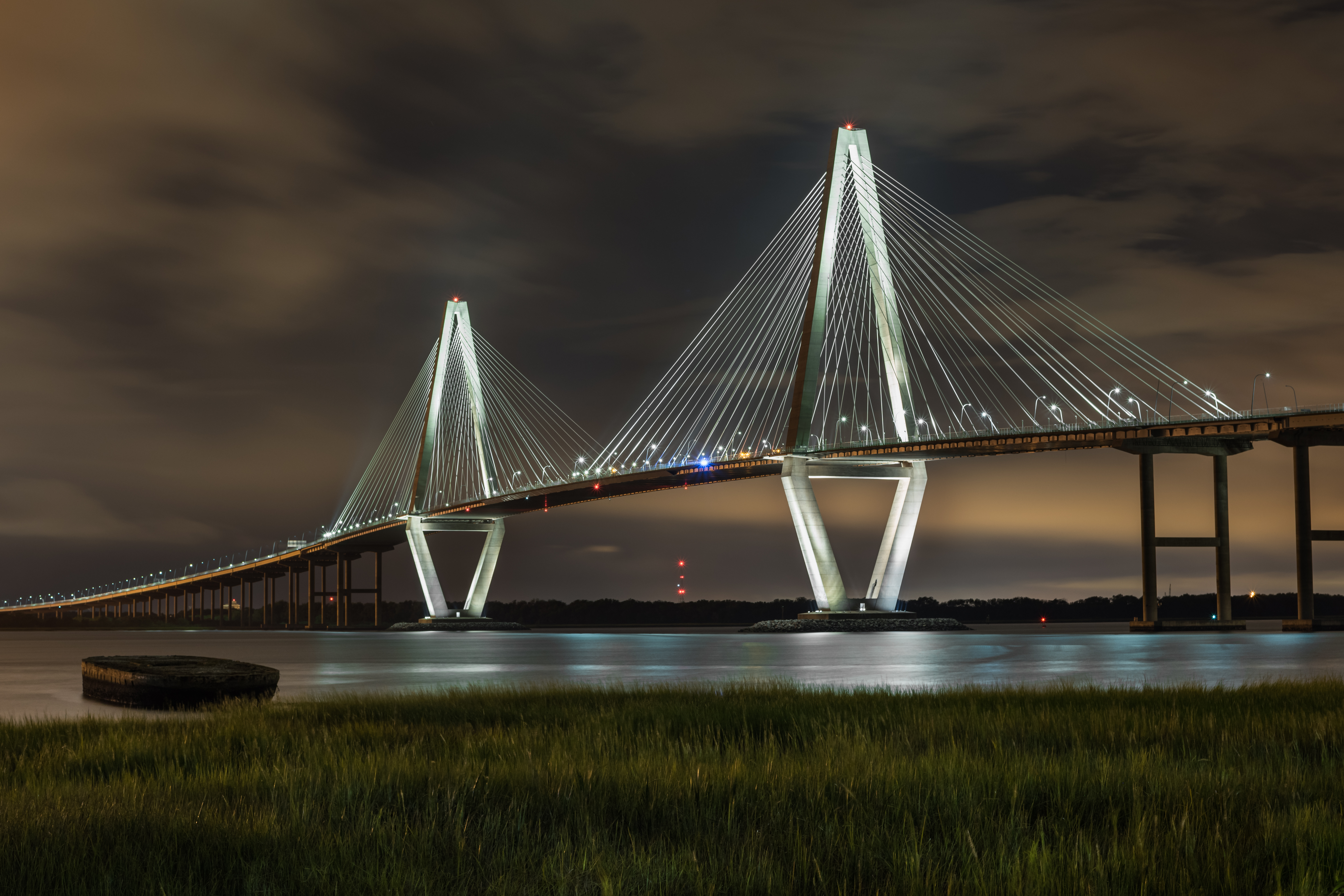
Arthur Ravenel Jr. Bridge dal porto di Charleston

Lo stato ha il quarto sistema autostradale più esteso della nazione, consistente di 11 interstate, autostrade, e strade secondarie, pari a circa 77000 km.
Sulle strade secondarie, la Carolina del Sud utilizza un sistema di numerazione per le strade che non siano autostrade né interstate, manutenute dal Dipartimento dei Trasporti dello stato. Le strade secondarie sono numerate con il numero della contea, seguito da un'unica cifra che identifica la particolare strada.

### Interstatali

#### Primarie
- I-20
- I-26
- I-73
- I-74
- I-77
- I-85
- I-95

#### Ausiliarie
- I-126
- I-185
- I-385
- I-520
- I-526
- I-585

#### Business route
- I-20 BS
- I-85 BL
- I-385 BS
- I-526 BS

### Ferrovie
CSX Transportation e Norfolk Southern Railway sono le uniche società ferroviarie di Classe I in Carolina del Sud, dato che le altre compagnie che gestiscono il traffico merci nello stato operano su estensioni limitate.
Amtrak opera quattro tratte passeggeri in Carolina del Sud: Crescent, Palmetto, Silver Meteor e Silver Star. La tratta Crescent serve le città dell'Upstate, il Silver Star le città delle Midlands, e Palmetto e Silver Meteor le città delle pianure.
| Stazione         | Collegamenti            |
| ---------------- | ----------------------- |
| Camden           | Silver Star             |
| North Charleston | Palmetto, Silver Meteor |
| Columbia         | Silver Star             |
| Clemson          | Crescent                |
| Denmark          | Silver Star             |
| Dillon           | Palmetto                |
| Florence         | Palmetto, Silver Meteor |
| Greenville       | Crescent                |
| Kingstree        | Palmetto, Silver Meteor |
| Spartanburg      | Crescent                |
| Yemassee         | Palmetto, Silver Meteor |

### Aeroporti principali e regionali
Vi sono sette aeroporti principali in Carolina del Sud, che fungono tutti da centri di trasporto regionale. Quello più frequentato è l'Aeroporto Internazionale di Charleston; appena oltre il confine della Carolina del Nord, si trova l'Aeroporto Internazionale di Charlotte-Douglas, il 30° aeroporto più grande del mondo per passeggeri.
- Aeroporto Metropolitano di Columbia – Columbia
- Aeroporto Internazionale di Charleston – North Charleston
- Aeroporto Internazionale di Greenville-Spartanburg – Greenville/Spartanburg
- Aeroporto Regionale di Florence – Florence
- Aeroporto Internazionale di Myrtle Beach – Myrtle Beach
- Aeroporto di Hilton Head – Hilton Head Island/Beaufort
- Aeroporto di Rock Hill – Rock Hill

## Istruzione
Nel 2010 la Carolina del Sud era uno dei tre stati che non avevano acconsentito ad utilizzare gli standard educazionali internazionali sulla matematica e sul linguaggio.
Nel 2014 la Corte Suprema della Carolina del Sud stabilì che lo stato non era stato in grado di fornire un'istruzione "minimamente adeguata" ai bambini in tutte le parti dello stato, come richiesto dalla costituzione dello stato.
La Carolina del Sud ha 1144 scuole K-12 distribuite in 85 distretti scolastici, con 712 244 alunni al 2009. Nell'anno scolastico 2008-2009, lo stato aveva speso 9450 dollari per studente, posizionandosi 31º negli Stati Uniti per spesa scolastica.
La Carolina del Sud è l'unico stato che possiede e gestisce un sistema di autobus scolastici statale. Nel dicembre 2016 vi erano 5582 scuolabus con una media di 15 anni di età per veicolo (la media nazionale è sei anni), ognuno dei quali aveva percorso circa 380000 km. Metà degli scuolabus statali hanno più di 15 anni, fino a circa 30 anni di età; nella proposta di legge finanziaria del 2017, il Sovrintendente all'Istruzione Molly Spearman richiese allo stato di acquistare 1000 scuolabus per sostituire i veicoli più decrepiti, e si sarebbero potuti acquistare circa 175 scuolabus tramite finanziamenti della Tesoreria dello Stato. Il 5 gennaio 2017 l'Agenzia statunitense per la protezione dell'ambiente assegnò alla Carolina del Sud più di 1,1 milioni di dollari per sostituire 57 scuolabus con nuovi mezzi meno inquinanti ai sensi del Diesel Emissions Reduction Act.

### College e università
| - Allen University - Anderson College - Benedict College - Bob Jones University - Charleston Southern University - The Citadel - Claflin University - Clemson University - Coastal Carolina University - Coker College - College of Charleston - Columbia College - Columbia International University - Converse College - Erskine College - Francis Marion University - Furman University - Greenville Technical College - Johnson & Wales University Charleston - Lander University - Limestone College - Medical University of South Carolina - Morris College | - Newberry College - North Greenville College - Piedmont Technical College - Presbyterian College - Sherman College of Straight Chiropractic - South Carolina State University - Southern Wesleyan University - Spartanburg Technical College - Università della Carolina del Sud - University of South Carolina Aiken - University of South Carolina Beaufort - University of South Carolina Columbia - University of South Carolina Lancaster - University of South Carolina Sumter - University of South Carolina Union - University of South Carolina Upstate - Voorhees College - Winthrop University - Wofford College |

## Salute
In ambito sanitario la Carolina del Sud era posizionata 37ª tra i 50 stati nel 2022, secondo il Commonwealth Fund, una fondazione sanitaria privata che opera per migliorare il sistema sanitario. I figli nati da madri tra i 13 e 19 anni erano pari a 53 per ogni mille teenager, confrontati con la media nazionale di 41,9 secondo la Kaiser Family Foundation. Il tasso di mortalità infantile era di 9,4 morti per mille nati, comparati alla media nazionale di 6,9 morti.
Vi erano 2,6 medici per 1 000 persone, rispetto a una media nazionale di 3,2 medici. La spesa sanitaria pro capite nello stato era di 5 114 dollari, contro la media nazionale di 5 283 dollari. Vi erano il 26% dei bambini ed il 13% degli anziani che vivevano in povertà, rispetto a una media nazionale del 23% e 13% rispettivamente, ed il 34% dei bambini erano obesi o sovrappeso, rispetto ad una media nazionale de 32%.

## Governo e politica

Treemap del voto popolare per contea alle elezioni presidenziali negli Stati Uniti d'America del 2016.

Il governo dello stato della Carolina del Sud consiste di un potere esecutivo, legislativo e giudiziario; il governatore della Carolina del Sud guida il ramo esecutivo, l'Assemblea Generale detiene il potere legislativo, mentre la Corte Suprema della Carolina del Sud quello giudiziario.
La Carolina del Sud è uno stato prevalentemente conservatore; sin dalla Dichiarazione di indipendenza, la politica dello stato è controllata da tre partiti principali: il Partito Democratico-Repubblicano all'inizio del XIX secolo, il Partito Democratico lungo quasi tutto il XIX e XX secolo, e il Partito Repubblicano nel XXI secolo. A partire dalla metà degli anni '90, l'Assemblea Generale è controllata dai repubblicani, e attualmente otto delle nove cariche elette a livello statale sono detenute da repubblicani, e una da un democratico.
A livello federale la Carolina del Sud ha votato repubblicano in ogni elezione presidenziale a partire dall'elezione di Jimmy Carter nel 1976. Entrambi i senatori federali dello stato sono repubblicani; l'ultimo senatore democratico eletto fu Fritz Hollings, in carica fino al 2005. La Carolina del Sud ha sette rappresentanti alla Camera dei rappresentanti degli Stati Uniti d'America, sei dei quali sono repubblicani.

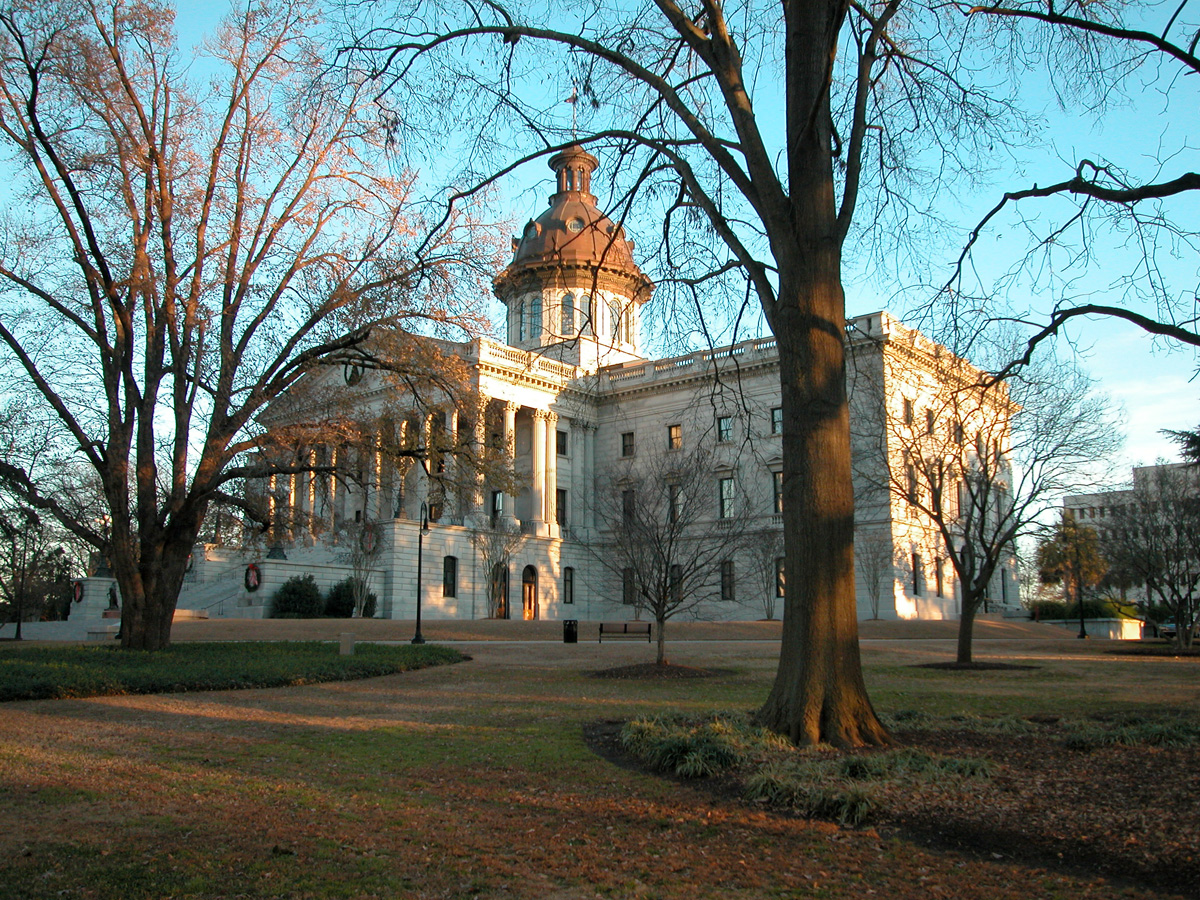
Campidoglio della Carolina del Sud

Nel novembre 2022 vi erano 3 740 743 elettori registrati. In uno studio del 2020 la Carolina del Sud si classificò come il settimo stato in cui per i cittadini è più difficile votare, secondo l'Election Law Journal. Lo stato mantiene la pena di morte e tra i metodi di esecuzione c'è la sedia elettrica ed il plotone di esecuzione.
Un sondaggio dell'aprile 2023 della Winthrop University ha mostrato che la stragrande maggioranza degli abitanti della Carolina del Sud sostengono la legalizzazione dell'uso medico della cannabis e credono che la separazione tra Chiesa e Stato sia un tema critico. Una larga maggioranza sostiene il matrimonio tra persone dello stesso sesso, la legalizzazione della marijuana e le scommesse sportive, insieme ad un sistema indipendente per le modifiche ai distretti congressuali.

## Cultura
La Carolina del Sud ha molti centri per le arti visuali e dello spettacolo, tra gli altri vi sono il Gibbes Museum of Art a Charleston, il Greenville County Museum of Art, il Columbia Museum of Art, Spartanburg Art Museum ed il South Carolina State Museum a Columbia; vi sono anche numerosi siti storici e musei distribuiti in tutto lo stato, in onore dei molti eventi e periodi della storia dello stato dall'epoca dei nativi americani ad oggi.
Tra i principali centri di spettacolo vi sono il Peace Center a Greenville, il Koger Center for the Arts a Columbia ed il Newberry Opera House, dove si esibiscono talenti locali, nazionali e internazionali. Diversi siti attraggono grandi eventi, tra cui la Colonial Life Arena a Columbia, la Bon Secours Wellness Arena a Greenville e il North Charleston Coliseum.
Uno dei principali festival artistici della nazione, lo Spoleto Festival USA, si tiene ogni anno a Charleston; vi sono moltissimi festival locali in tutto lo stato per onorare le tradizioni culturali, gli eventi storici ed il folklore.
Secondo la South Carolina Arts Commission, l'industria creativa genera 9,2 miliardi di dollari ogni anno, e offre lavoro a 78 000 persone in tutto lo stato. Un sondaggio del 2009 nello stato effettuato dall'University of South Carolina Institute for Public Service and Policy Research rivelò che il 67% dei residenti aveva partecipato in qualche forma ad eventi artistici nell'ultimo anno, ed in media i cittadini avevano partecipato 14 volte l'anno ad eventi artistici.

### Sport
Anche se nella Carolina del Sud non vi sono grandi squadre sportive professioniste, i Carolina Panthers hanno strutture di allenamento nello stato e nel 1995 inaugurarono la stagione sportiva al Memorial Stadium a Clemson. Oggi giocano al Bank of America Stadium a Charlotte, in Carolina del Nord. I Panthers si considerano la squadra delle Caroline, e non si legano né a Charlotte né a nessuna delle due Caroline. Nello stato hanno anche sede alcune squadre minori professioniste. Le squadre dei college sono diffuse, e costituiscono la prima opzione di partecipazione al football americano, al basket ed al baseball. La Carolina del Sud è anche una delle principali destinazioni per i golfisti e per gli sport acquatici.
In Carolina del Sud c'è il primo tracciato del NASCAR, e la prima pista asfaltata, la Darlington Raceway, situata a nord-ovest di Florence.

### Media
Nella Carolina del Sud vi sono 36 stazioni televisive (incluse le affiliate della PBS), che operano con sistemi terrestri e in qualche caso con accesso streaming. Le principali località in cui sono situate le stazioni televisive sono Columbia, Florence, Allendale, Myrtle Beach, Greenville, Charleston, Conway, Beaufort, Hardeeville, Spartanburg, Greenwood, Anderson e Sumter. Vi sono molte reti di notiziari nello stato, tra le quali le maggiori sono The Charleston Chronicle, Greenville News, The Post and Courier, The State e The Sun News.

### Annotazioni
1. ↑  Le persone di origine ispanica o latina non vengono distinte in base all'ascendenza totalmente o parzialmente ispanica o latina.

### Fonti
1. ↑   census.gov,  https://www.census.gov/quickfacts/SC.
2. ↑   caroliniano, in Treccani.it – Vocabolario Treccani on line, Roma, Istituto dell'Enciclopedia Italiana.
3. 1 2  
 Bruno Migliorini et al., Scheda sul lemma "Carolina", in Dizionario d'ortografia e di pronunzia, Rai Eri, 2010, ISBN 978-88-397-1478-7.
4. ↑   2020 Census Data (PDF), su www2.census.gov, Census.gov, 26 aprile 2021.
5. ↑   QuickFacts: Columbia city, South Carolina, su census.gov. URL consultato il 13 luglio 2023 (archiviato dall'url originale l'11 giugno 2019).
6. ↑   QuickFacts: Charleston city, South Carolina, su census.gov. URL consultato il 13 luglio 2023 (archiviato dall'url originale il 31 marzo 2019).
7. ↑  (EN) Census profile: Greenville-Spartanburg-Anderson, SC CSA, su censusreporter.org, Census Reporter. URL consultato il 13 luglio 2023.
8. ↑   N. C. Board of Agriculture, A sketch of North Carolina, Charleston, Lucas-Richardson Co, 1902,  p. 4.
9. ↑   Revolutionary War in South Carolina.. Discover South Carolina. 15 luglio 2022.
10. ↑   2019 Top Industries in South Carolina, su greerdevelopment.com, 14 giugno 2021 (archiviato dall'url originale il 15 giugno 2021).
11. ↑   "New Evidence Puts Man In North America 50,000 Years Ago.", su sciencedaily.com, University Of South Carolina, 18 novembre 2004.
12. 1 2 3 4   Henry Liefermann e Eric Horan, South Carolina, 3ª ed., Oakland, CA, Compass American Guides, 2000,  pp.  13–47, 252–254., ISBN 978-0-679-00509-4.
13. ↑  (EN) What type of dwellings did the Cherokee Indians live in?, Reference. URL consultato il 5 settembre 2023 (archiviato dall'url originale il 12 febbraio 2017).
14. ↑   Danforth Prince, Frommer's The Carolinas and Georgia, John Wiley & Sons, 10 marzo 2011,  p. 11, ISBN 978-1-118-03341-8. URL consultato l'8 settembre 2023 (archiviato dall'url originale il 27 aprile 2016).
15. ↑  Wilson, Thomas D. The Ashley Cooper Plan: The Founding of Carolina and the Origins of Southern Political Culture. Chapter 1.
16. 1 2 3   R. Ethridge, From Chicaza to Chickasaw: The European Invasion and the Transformation of the Mississippian World, 1540–1715, Stati Uniti, University of North Carolina Press, 2010, ISBN 9780807899335.
17. 1 2 3   Alan Gallay, The Indian Slave Trade: The Rise of the English Empire in the American South 1670–1717, New York, Yale University Press, 2002,  p. 299, ISBN 0-300-10193-7.
18. ↑   The Avalon Project : Constitution of South Carolina – March 26, 1776, su avalon.law.yale.edu, 30 giugno 1906. URL consultato il 9 settembre 2023 (archiviato dall'url originale il 17 gennaio 2013).
19. ↑   South Carolina State and Local Government, su thegreenpapers.com, The Green Papers. URL consultato il 9 settembre 2023 (archiviato dall'url originale il 15 gennaio 2017).
20. 1 2   John W. Gordon, South Carolina and the American Revolution: a battlefield history, Paperback, Columbia, University of South Carolina Press, 2007, ISBN 978-1570036613.
21. ↑  Peter Kolchin, American Slavery: 1619–1877, New York: Hill and Wang, 1994, p.73
22. ↑   Nell Porter Brown, "A 'portion of the People'., Harvard Magazine, gennaio-febbraio 2003
23. ↑   POP Culture: 1800, su census.gov, United States Census Bureau. URL consultato il 9 settembre 2023 (archiviato dall'url originale il 9 ottobre 2017).
24. ↑   South Carolina Constitution of 1790, su carolana.com. URL consultato il 9 settembre 2023 (archiviato dall'url originale il 14 febbraio 2017).
25. ↑   H. Rept. 22-1 - South Carolina claims. December 15, 1831, su govinfo.gov, GovInfo.gov U.S. Government Printing Office. URL consultato il 9 settembre 2023.
26. ↑  Avery Craven,  The Growth of Southern Nationalism, 1848–1861., p. 391, 394, 396.
27. ↑   Resolution to Call the Election of Abraham Lincoln as U.S. President a Hostile Act, 9 November 1860, su teachingushistory.org, Teaching American History in South Carolina. URL consultato il 9 settembre 2023 (archiviato dall'url originale il 1º marzo 2017).
28. 1 2   Civil War in South Carolina, su sc150civilwar.palmettohistory.org, Palmetto History. URL consultato il 16 settembre 2023 (archiviato dall'url originale il 25 maggio 2017).
29. ↑   The Port Royal Experiment (1862–1865), su socialwelfare.library.vcu.edu, Virginia Commonwealth University, 24 febbraio 2014. URL consultato il 16 settembre 2023 (archiviato dall'url originale il 15 febbraio 2017).
30. ↑   Walter B. Edgar, South Carolina: A History, Columbia, Carolina del Sud, University of South Carolina Press, 1998,  p. 375.
31. ↑   Heather Richardson, South Carolina's Remarkable Democratic Experiment of 1868, su werehistory.org, We're History, 16 marzo 2018. URL consultato il 3 ottobre 2023.
32. ↑   The First South Carolina Legislature After the 1867 Reconstruction Acts, su facinghistory.org, Facing History and Ourselves. URL consultato il 3 ottobre 2023.
33. ↑  Lawrence Edward Carter. Walking Integrity: Benjamin Elijah Mays, Mentor to Martin Luther King Jr.. Macon, GA: Mercer University Press, 1998, pp. 43–44
34. 1 2 3  McFeely (1981), Grant: A Biography, pp. 367–374
35. ↑   Richard H. Pildes, "Democracy, Anti-Democracy, and the Canon", Constitutional Commentary, Vol.17, 2000, p.12. 10 marzo 2008.
36. ↑   Charlie B. Tyler, "The South Carolina Governance Project" (PDF)., University of South Carolina, 1998, pp. 221–222
37. ↑  "All Niggers, More or Less!" The News and Courier, Oct. 17 1895, 5
38. ↑  Joel Williamson, New People: Miscegenation and Mulattoes in the United States (New York, 1980) 93
39. ↑  Lerone Bennett Jr., Before the Mayflower: A History of Black America, 6th rev. ed. (New York, 1993) 319
40. ↑  Theodore D. Jervey, The Slave Trade: Slavery and Color (Columbia: The State Company, 1925), p. 199
41. ↑   "South Carolina: The Decline of Agriculture and the Rise of Jim Crowism". URL consultato il 22 ottobre 2023 (archiviato dall'url originale il 10 dicembre 2014)., infoplease (Columbia Electronic Encyclopedia), 2012
42. ↑  Mickey, Robert; Paths Out of Dixie: The Democratization of Authoritarian Enclaves in America's Deep South, 1944–1972, p. 29 ISBN 0691149631
43. ↑  Edgar, Walter; South Carolina in the Modern Age, pp. 104, 107 ISBN 087249831X
44. ↑   History and Culture - South Carolina State Library.. 24 giugno 2021
45. ↑   Pro Business Environment. SC Department of Commerce, 19 novembre 2023
46. ↑   Phil Galewitz, Despite Decline, Elective Early Births Remain A Medicaid Problem, su npr.org, 8 dicembre 2014. URL consultato il 19 novembre 2023.
47. ↑  (EN) Heather M. Dahlen, J. Mac McCullough, Angela R. Fertig, Bryan E. Dowd e William J. Riley, Texas Medicaid Payment Reform: Fewer Early Elective Deliveries And Increased Gestational Age And Birthweight, in Health Affairs, vol. 36, 3ª ed., marzo 2017,  pp. 460-467, DOI:10.1377/hlthaff.2016.0910, ISSN 0278-2715 (WC · ACNP), PMID 28264947.
48. ↑  WCNC  Gay marriage begins in South Carolina. URL consultato il 19 novembre 2023 (archiviato dall'url originale il 29 novembre 2014).
49. ↑   Women in State Legislatures for 2022, su ncsl.org, ncsl.org National Conference for State Legislatures. URL consultato il 19 novembre 2023 (archiviato dall'url originale il 5 agosto 2022).
50. ↑   The Geography of South Carolina, su netstate.com. URL consultato il 18 settembre 2023 (archiviato dall'url originale il 7 marzo 2017).
51. 1 2 3   Olson, D. M e E. Dinerstein, Terrestrial Ecoregions of the World: A New Map of Life on Earth, in BioScience, vol. 51, 11ª ed., 2001,  pp. 933-938, DOI:10.1641/0006-3568(2001)051[0933:TEOTWA]2.0.CO;2.
52. ↑  Swezey, C.S., Fitzwater, B.A., Whittecar, G.R., Mahan, S.A., Garrity, C.P., Aleman Gonzalez, W.B., and Dobbs, K.M., 2016, "The Carolina Sandhills: Quaternary eolian sand sheets and dunes along the updip margin of the Atlantic Coastal Plain province, southeastern United States": Quaternary Research, v. 86, p. 271-286; www.cambridge.org/core/journals/quaternary-research
53. ↑   Elevations and Distances in the United States, su erg.usgs.gov, U.S. Geological Survey, 29 aprile 2005. URL consultato il 22 settembre 2023 (archiviato dall'url originale il 16 gennaio 2008).
54. ↑   South Carolina SC – Lakes, su sciway.net. URL consultato il 18 novembre 2023 (archiviato dall'url originale il 18 settembre 2009).
55. ↑   Limnological Conditions in Lake William C. Bowen (PDF), su pubs.usgs.gov, U.S. Geological Survey. URL consultato il 18 novembre 2023.
56. ↑   Nevin Smith, DHEC answers: Is mining causing the recent earthquakes?, su wistv.com, WISTV, 30 giugno 2022. URL consultato il 26 novembre 2023.
57. 1 2   Recent Earthquakes, su dnr.sc.gov, SCDNR Geological Survey South Carolina Department of Natural Resources. URL consultato il 26 novembre 2023.
58. ↑   Recent Earthquakes Near South Carolina, United States, su earthquaketrack.com, Earthquaketracker.com. URL consultato il 26 novembre 2023.
59. ↑  Abridged from Seismicity of the United States, 1568–1989 (Revised), by Carl W. Stover and Jerry L. Coffman, U.S. Geological Survey Professional Paper 1527, United States Government Printing Office, Washington: 1993.
60. ↑   NOAA National Climatic Data Center (GIF).
61. ↑   Robinson Meyer, The American South Will Bear the Worst of Climate Change's Costs, in The Atlantic, 29 giugno 2017.
62. ↑   Sammy Fretwell, As heat rises, SC watches quietly. Will state suffer from lack of climate action, su thestate.com, The State, 26 gennaio 2020. URL consultato il 26 novembre 2023 (archiviato dall'url originale il 26 gennaio 2020).
63. 1 2  (EN) The "Green Heart of South Carolina" Beats in the Congaree Biosphere Region (U.S. National Park Service), su nps.gov. URL consultato il 29 novembre 2023.
64. ↑   Longleaf Pine Initiative in South Carolina, su nrcs.usda.gov, Natural Resources Conservation Service South Carolina. URL consultato il 29 novembre 2023 (archiviato dall'url originale il 1º luglio 2022).
65. 1 2  (EN) South Carolina Wants You To Recycle Your Empty Oyster Shells, su saveur.com, Saveur, 4 aprile 2022. URL consultato il 29 novembre 2023.
66. ↑  (EN) White Ibis, su southcarolinapublicradio.org, South Carolina Public Radio. URL consultato il 29 novembre 2023.
67. 1 2   SCDNR - Coastal Birds in South Carolina - Shorebirds, su dnr.sc.gov. URL consultato il 29 novembre 2023.
68. ↑  Dati al 2022
69. ↑   2020 Population and Housing State Data, su census.gov, United States Census Bureau, Population Division, 18 maggio 2023. URL consultato il 30 novembre 2023 (archiviato dall'url originale il 29 giugno 2022).
70. ↑   OMB Bulletin No. 23-01: Revised Delineations of Metropolitan Statistical Areas, Micropolitan Statistical Areas, and Combined Statistical Areas, and Guidance on Uses of the Delineations of These Areas (PDF), su whitehouse.gov, United States Office of Management and Budget, 21 luglio 2023. URL consultato il 30 novembre 2023.
71. ↑   Metropolitan and Micropolitan Statistical Areas Population Totals and Components of Change: 2020-2021, su census.gov, United States Census Bureau, 24 febbraio 2022. URL consultato il 30 novembre 2023.
72. ↑   QuickFacts: South Carolina, su census.gov, United States Census Bureau. URL consultato il 2 dicembre 2023.
73. ↑   Historical Population Change Data (1910–2020), su census.gov, Census.gov United States Census Bureau. URL consultato il 2 dicembre 2023 (archiviato dall'url originale il 29 aprile 2021).
74. ↑   Race and Ethnicity in the United States: 2010 Census and 2020 Census, su census.gov, census.gov United States Census Bureau, 12 agosto 2021. URL consultato il 2 dicembre 2023.
75. ↑   QuickFacts South Carolina; UNITED STATES, su census.gov, 2019 Population Estimates, United States Census Bureau, Population Division, 18 febbraio 2020. URL consultato il 2 dicembre 2023 (archiviato dall'url originale il 23 gennaio 2019).
76. ↑   2007-2022 PIT Counts by State, su view.officeapps.live.com.
77. ↑   The 2022 Annual Homelessness Assessment Report (AHAR) to Congress (PDF), su huduser.gov.
78. ↑   South Carolina QuickFacts from the US Census Bureau, su census.gov, Quickfacts.census.gov. URL consultato il 9 dicembre 2023.
79. ↑  "The Economic and Social Implications of the Growing Latino Population in South Carolina", A Study for the South Carolina Commission for Minority Affairs prepared by The Consortium for Latino Immigration Studies, University of South Carolina, agosto 2007.
80. ↑  ""Mexican Immigrants: The New Face of the South Carolina Labor Force", Moore School of Business, Division of Research, IMBA Globilization Project, University of South Carolina, marzo 2006.
81. ↑   Immigrants in South Carolina (PDF), su americanimmigrationcouncil.org.
82. ↑   The Association of Religion Data Archives | State Membership Report, su thearda.com. URL consultato il 9 dicembre 2023 (archiviato dall'url originale il 9 febbraio 2014).
83. ↑   Religious Congregations & Membership Study, su rcms2010.org. URL consultato il 9 dicembre 2023 (archiviato dall'url originale il 22 agosto 2014).
84. ↑   Jennifer Berry Hawes, Baha'i infusion Louis G. Gregory was a key Baha'i figure in Charleston, su postandcourier.com. URL consultato il 9 dicembre 2023 (archiviato dall'url originale il 15 settembre 2016).
85. ↑   PRRI – American Values Atlas, su ava.prri.org. URL consultato il 9 dicembre 2023.
86. ↑   Maps and data files for 2020 | U.S. Religion Census | Religious Statistics & Demographics, su usreligioncensus.org. URL consultato il 9 dicembre 2023.
87. ↑   Staff, American Values Atlas: Religious Tradition in South Carolina, su ava.prri.org, Public Religion Research Institute, 24 febbraio 2023. URL consultato il 9 dicembre 2023.
88. ↑  https://www.washingtonpost.com/technology/2022/07/22/south-carolina-bill-abortion-websites/
89. ↑   Info, su apps.bea.gov. URL consultato il 10 dicembre 2023.
90. ↑   statedatalab.org: "The 24th worst state" Truth in Accounting (PDF), su statedatalab.org. URL consultato il 10 dicembre 2023 (archiviato dall'url originale il 16 ottobre 2014).
91. ↑  Gross Domestic Product by State 5 giugno 2008
92. ↑  Bls.gov, recuperato il 10 dicembre 2023
93. ↑  Economy at a Glance South Carolina, recuperato il 10 dicembre 2023
94. ↑   List of Right To Work States | Right to Work States Meaning, su righttoworkstates.org. URL consultato il 10 dicembre 2023 (archiviato dall'url originale il 14 dicembre 2012).
95. ↑   Staffing Firms Employed 354,400 Workers in South Carolina, su d2m21dzi54s7kp.cloudfront.net, American Staffing Association, 8 febbraio 2023. URL consultato il 10 dicembre 2023.
96. ↑  Exxon Mobil Corporation, recuperato il 10 dicembre 2023
97. 1 2  (EN) Sam, Can a Fortune 500 company open their headquarters in S.C.?, su colatoday.6amcity.com, COLAtoday, 26 giugno 2019. URL consultato il 10 dicembre 2023.
98. ↑  South Carolina Tennessee, recuperato il 10 dicembre 2023
99. ↑  FDI in south Carolina a five year report, recuperato il 10 dicembre 2023
100. ↑   SCDOT: Statewide Transportation Improvement Program (PDF), su scdot.org, South Carolina Department of Transportation, 16 luglio 2009. URL consultato il 12 dicembre 2023 (archiviato dall'url originale il 30 marzo 2015).
101. ↑   Airports Council International, su aci.aero. URL consultato il 15 dicembre 2023 (archiviato dall'url originale il 31 maggio 2011).
102. ↑   Albert R. Hunt, A $5 billion bet on better education, The New York Times, 23 agosto 2009. URL consultato il 19 dicembre 2023 (archiviato dall'url originale il 10 maggio 2013).
103. ↑   Carolyne Click e Dawn Hinshaw, SC Supreme Court finds for poor districts in 20-year-old school equity suit, The State, 12 novembre 2014. URL consultato il 19 dicembre 2023 (archiviato dall'url originale il 31 marzo 2016).
104. ↑  South Carolina – Fast Facts 19 dicembre 2023
105. ↑  NEA Rankings and Estimates Page 11 19 dicembre 2023
106. ↑  NEA Rankings and Estimates Page 54 19 dicembre 2023
107. ↑   Update South Carolina's decrepit school bus fleet, su postandcourier.com, The Post and Courier. URL consultato il 19 dicembre 2023 (archiviato dall'url originale l'11 settembre 2018).
108. ↑  (EN) 2022 Scorecard on State Health System Performance, su commonwealthfund.org, 26 giugno 2022. URL consultato il 13 gennaio 2024.
109. ↑   Kaiser State Health Facts, 2006, su statehealthfacts.org. URL consultato il 13 gennaio 2024 (archiviato dall'url originale il 18 luglio 2011).
110. ↑  US Census, US National Center for Health Statistics, 2005 Archived copy sul Portuguese Web Archive (10 luglio 2009).
111. ↑   Kaiser State Health Facts, based on Amer. Medical Association data, 2008, su statehealthfactsonline.org, 1º luglio 2008. URL consultato il 13 gennaio 2024 (archiviato dall'url originale il 28 luglio 2011).
112. ↑   Kaiser State Health Facts, based on Center for Medicare and Medicaid Statistics, 2007, su statehealthfactsonline.org. URL consultato il 13 gennaio 2024 (archiviato dall'url originale il 28 luglio 2011).
113. ↑   Kaiser State Health Facts, 2008–2008, su statehealthfactsonline.org. URL consultato il 13 gennaio 2024 (archiviato dall'url originale il 28 luglio 2011).
114. ↑   Kaiser State Health Facts, based on Nat Survey of Children's Health, 2009, su statehealthfactsonline.org. URL consultato il 13 gennaio 2024 (archiviato dall'url originale il 28 luglio 2011).
115. ↑   Democratic Party, su scencyclopedia.org, South Carolina Encyclopedia. URL consultato il 16 gennaio 2024.
116. ↑   Will Folks, South Carolina Democrats Finally 'Win' A Statewide Office, su fitsnews.com, FITSNews. URL consultato il 16 gennaio 20s4.
117. ↑   South Carolina, su 270towin.com, 270towin. URL consultato il 16 gennaio 2024.
118. ↑   South Carolina Voter Registration Demographics, su scvotes.gov, South Carolina State Election Commission. URL consultato il 16 gennaio 2024 (archiviato dall'url originale l'11 giugno 2021).
119. ↑   Scot Schraufnagel, Michael J. Pomante II e Quan Li, Cost of Voting in the American States: 2020, in Election Law Journal: Rules, Politics, and Policy, vol. 19, 4ª ed., 15 dicembre 2020,  pp. 503-509, DOI:10.1089/elj.2020.0666.
120. ↑  (EN) Methods of Execution, su deathpenaltyinfo.org, Death Penalty Information Center. URL consultato il 16 gennaio 2024.
121. ↑   Staff, April 2023 Winthrop Poll Results, su winthrop.edu, Winthrop University, 12 aprile 2023. URL consultato il 16 gennaio 2024.
122. ↑   The South Carolina Arts Commission – Economic Impact, su southcarolinaarts.com. URL consultato il 18 gennaio 2024 (archiviato dall'url originale il 27 giugno 2012).